# Redéveloppement de Norrmalm

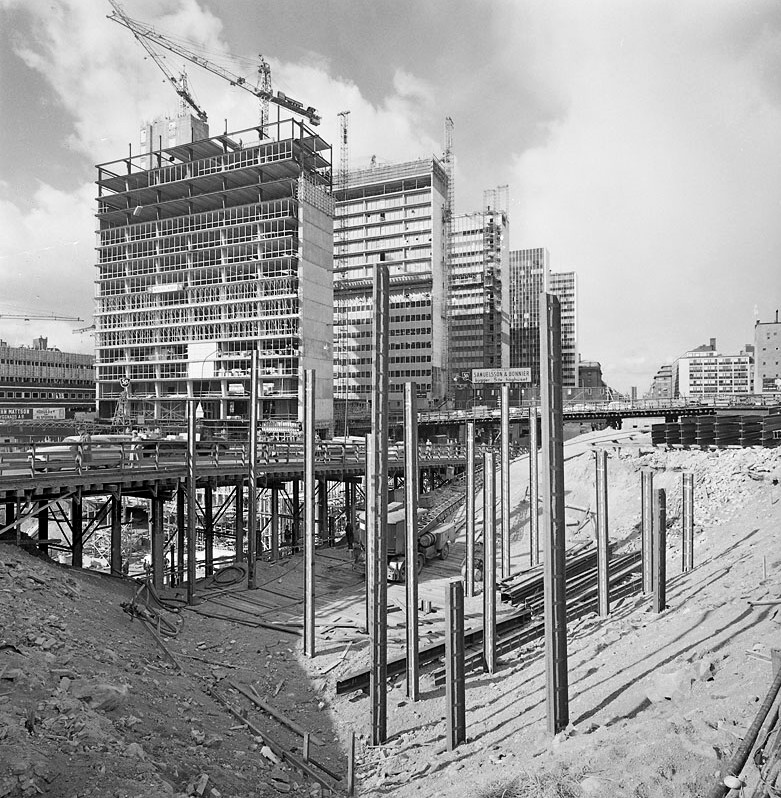
Les cinq Hötorgsskraporna en cours de construction en 1964, photographiées par Lennart af Petersens.

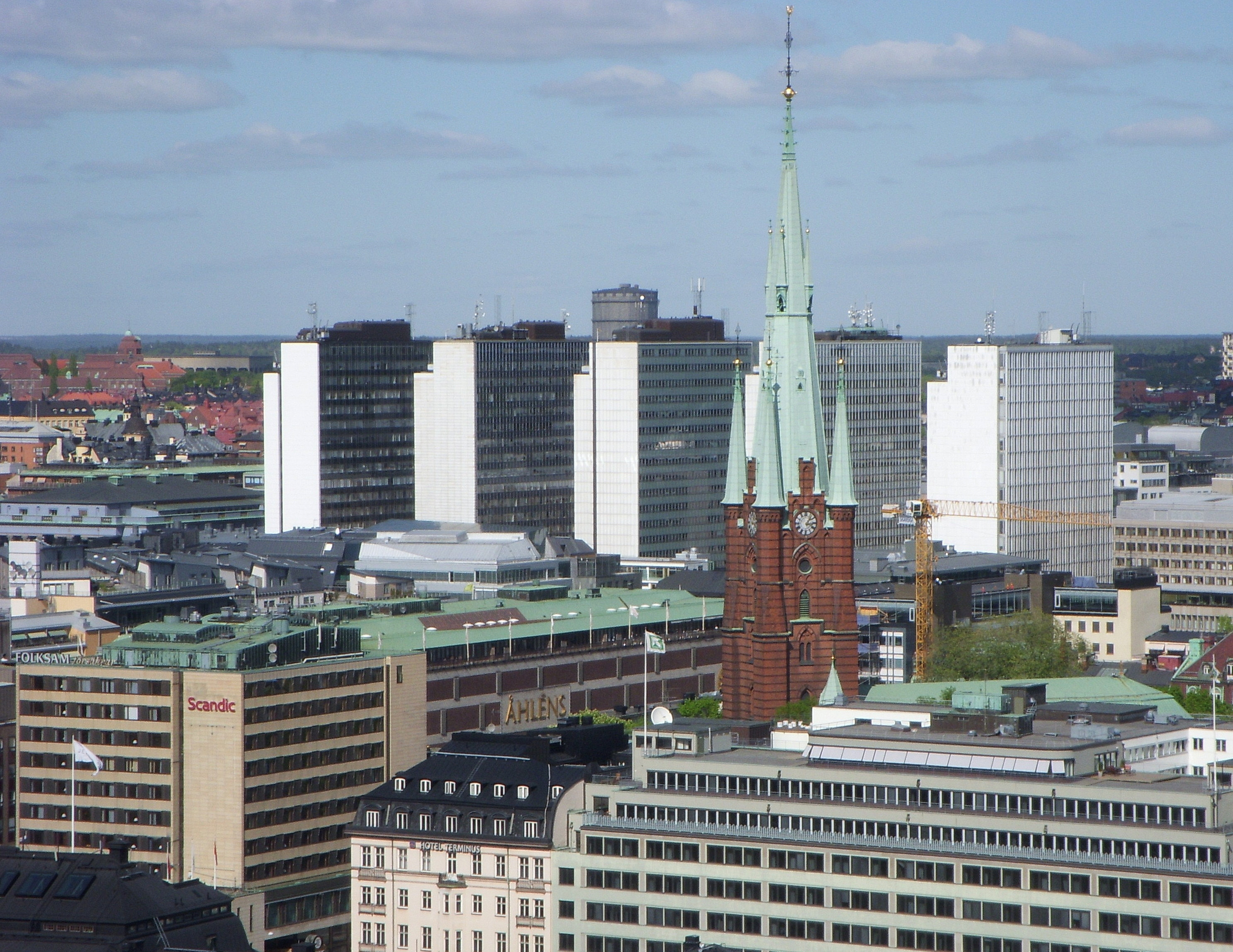
Les cinq Hötorgsskraporna, l'église Sainte-Claire et le quartier de Klara en mai 2009.

Le redéveloppement de Norrmalm (suédois : Norrmalmsregleringen) est un vaste projet de redéveloppement urbain qui fut mis en œuvre dans le sud du quartier de Norrmalm au centre-ville de Stockholm en Suède. La décision de principe fut prise en 1945 et les travaux qui eurent lieu dans les années 1950, 60 et 70 aboutirent au remplacement de l'ancien quartier de Klara par la moderne Stockholms city, tandis que la construction du métro fut facilitée.
Le redéveloppement de Norrmalm fut le plus vaste projet de redéveloppement urbain de l'histoire de la Suède, et mit à contribution l'élite de l'architecture du pays. La transformation de Norrmalm-Sud a été aussi bien critiquée qu'admirée tant en Suède qu'à l'étranger, et compte parmi les projets de redéveloppement urbain les plus importants, les plus radicaux et les plus aboutis qu'ait connus l'Europe de l'après-guerre, même en tenant compte des villes largement détruites par les combats de la Seconde Guerre mondiale,.
Le nouveau quartier de Hötorgscity devint aussi un modèle pour d'autres projets de construction à travers l'Europe, par exemple à Varsovie et Hambourg.
Plusieurs des bâtiments construits dans le cadre du redéveloppement de Norrmalm sont aujourd'hui en bonne voie pour être classés monuments historiques (byggnadsminne), la plus élevée des protections dont puisse bénéficier un bâtiment en Suède.

## Précédents historiques
L'idée d'une révision du plan d'urbanisme de Norrmalm et d'un prolongement de la rue Sveavägen au sud de la rue Kungsgatan est évoquée bien avant le milieu du XXe siècle.

Quatre hommes qui ont voulu changer Norrmalm au cours des siècles
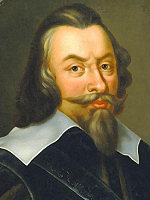
Clas Fleming (1592–1644)
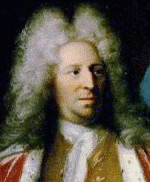
Nicodème Tessin le Jeune (1654–1728)
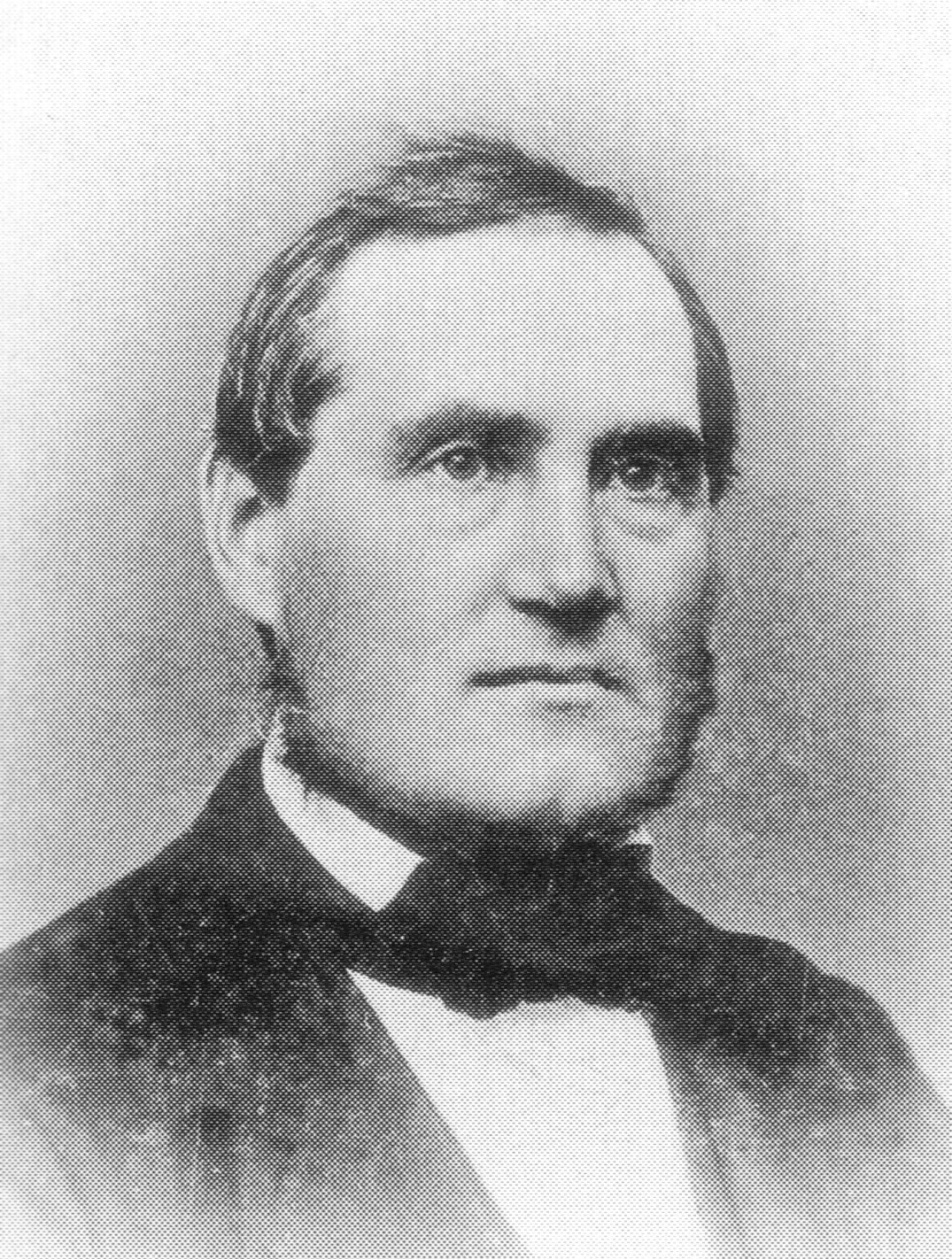
Albert Lindhagen (1823–1887)
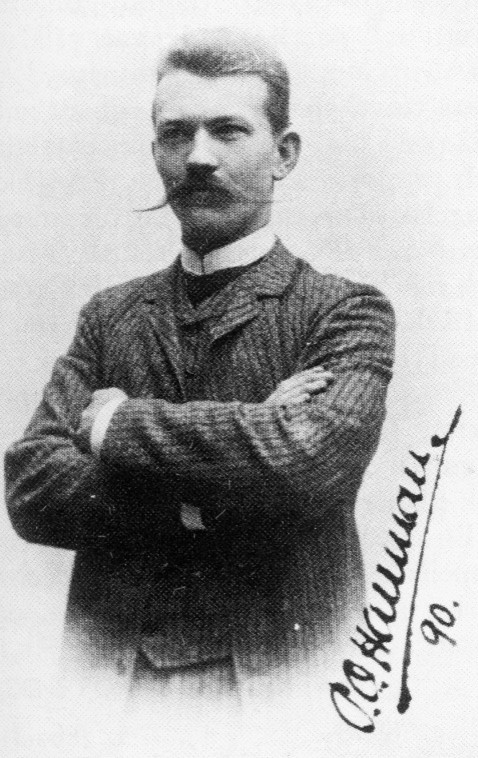
Per Olof Hallman (1869–1941)

### Le plan en damier de Fleming (XVIIesiècle)
Alors que le Norrmalm du XVIIe siècle s'est construit sans plan d'ensemble et ressemble de par son anarchie à la vieille ville, le gouverneur-général Clas Fleming imagine un plan en damier pour le quartier,. Ces travaux de modernisation sont rendus nécessaires par l'expansion rapide de la capitale suédoise au temps de l'empire suédois. En 1636, l'expert en fortification Olof Hansson Örnehufvud est chargé par le gouvernement de créer « un plan tant pour les faubourgs que pour le centre-ville, qui élargisse les rues jusqu'aux limites du possible ». Les travaux de redéveloppement ont lieu pendant les décennies suivantes.

### Le boulevardSveavägende Tessin (XVIIIesiècle)
Dès le XVIIIe siècle, Nicodème Tessin le Jeune établit un plan d'urbanisme qui prévoit entre autres le prolongement de la rue Sveavägen jusqu'à la place Gustav Adolfs torg. Il est par contre inexact, même si cela a été souvent affirmé, que la rue Sveavägen devait rejoindre au nord le grand château de Haga, qui aurait ainsi été connecté en ligne directe au palais royal
,,.
Au cours du XVIIIe siècle, le centre-ville de Stockholm bascule de la vieille ville vers Norrmalm, où sont édifiés quantité de palais et où s'installent de nombreuses institutions.

### La commission d'urbanisme de Lindhagen (XIXesiècle)

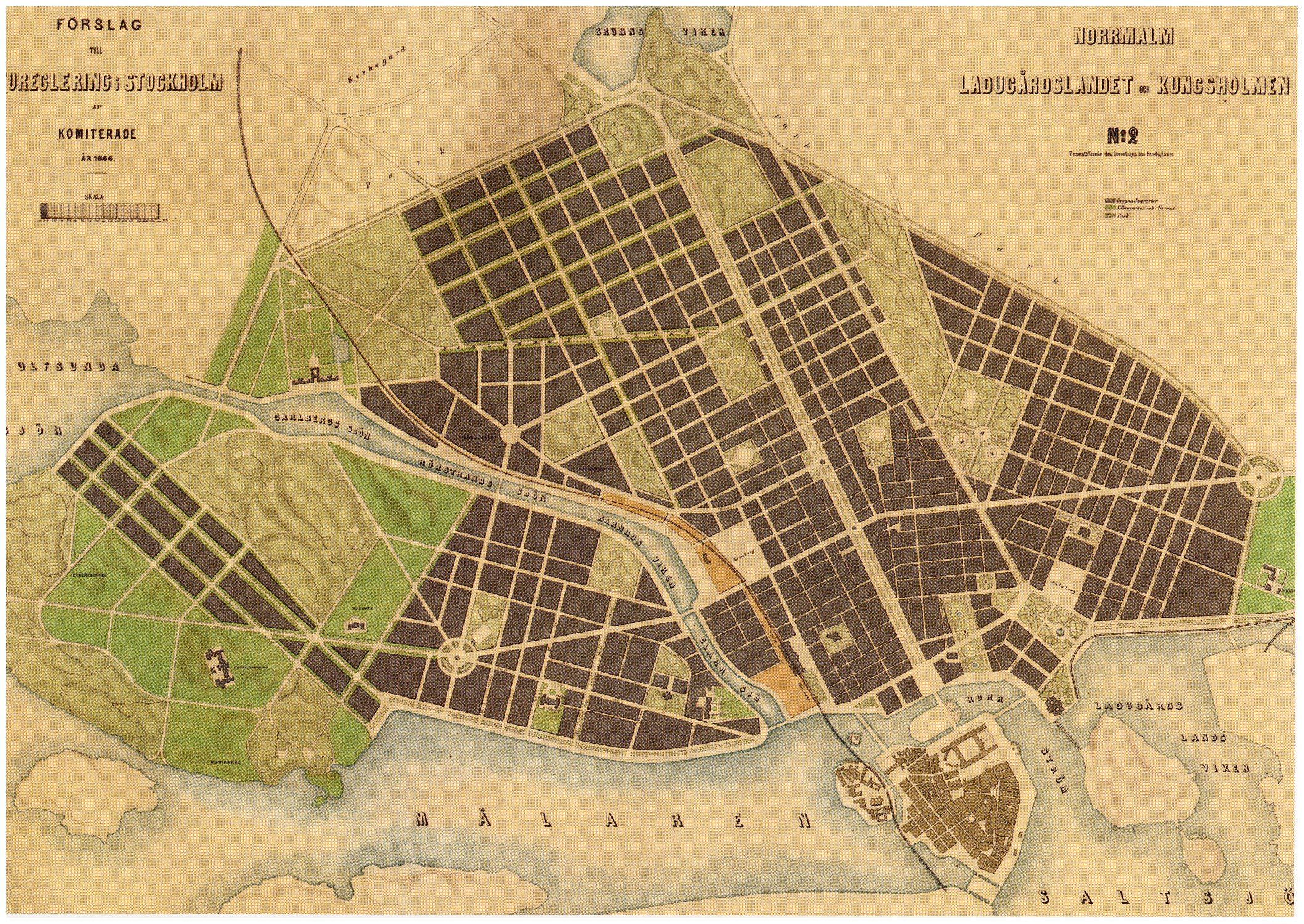
Le plan Lindhagen pour Norrmalm et Kungsholmen en 1866.

En 1866, un plan général destiné à donner à Norrmalm air, lumière et verdure est défini par une commission dirigée par le juriste Albert Lindhagen, à laquelle participe notamment le lieutenant-général Fredrik Wilhelm Leijonancker, qui est à l'origine du réseau de distribution d'eau de Stockholm. La commission propose un réseau de rues en damier définissant de vastes ilots carrés, entourés de larges boulevards, qui s'inspire des travaux réalisés par Georges Eugène Haussmann à Paris, mais où l'influence de Saint-Pétersbourg se fait également sentir,. On prévoit entre autres de faire de la rue Sveavägen un boulevard large de 70 m, à l'image du boulevard de Sébastopol'de Paris ou de l'avenue Unter den Linden de Berlin. Ce boulevard s'étendrait du lac Brunnsviken au nord à la place Gustav Adolfs torg au sud, sans se soucier ni des constructions existantes ni du relief, en passant notamment au travers de l'église Adolphe-Frédéric, de la place Hötorget et de la place Brunkebergstorg. Dans la direction est-ouest, une connexion entre le pont de Lidingö et Traneberg est proposée.

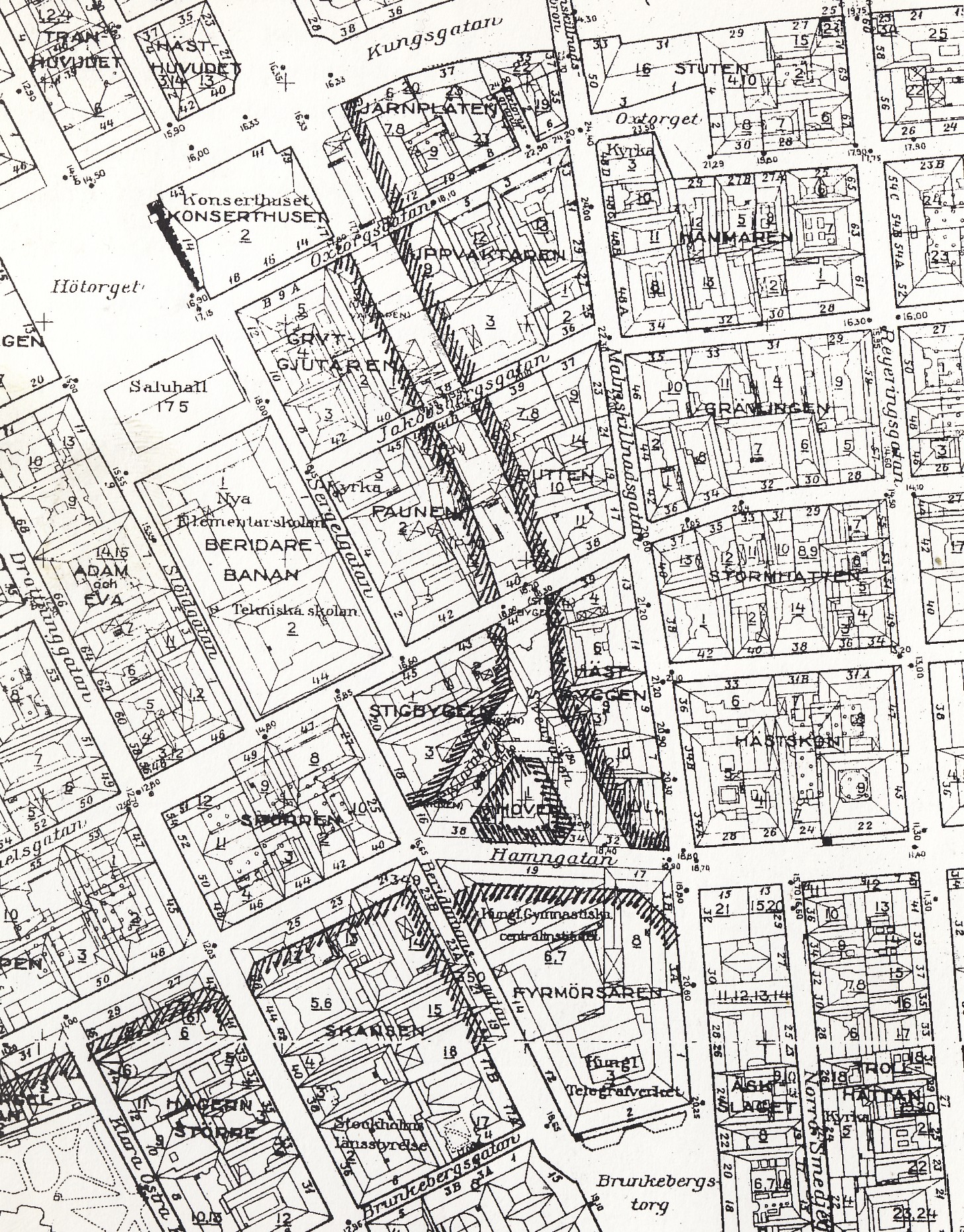
Représentation du plan de Hallman de 1912.

Le plan Lindhagen n'est jamais approuvé par le conseil municipal, et ce n'est qu'après un débat houleux et de multiples amendements qu'il est partiellement mis en œuvre. La rue Sveavägen est transformée en une avenue de 33 mètres de large, limitée côté est afin de laisser en paix l'église Adolphe-Frédéric, et prolongée seulement d'un pâté de maisons au sud de la rue Kungsgatan,,.

### Le plan d'urbanisme de 1912
Dans les années 1910, on débat à nouveau du prolongement de la rue Sveavägen, sans en revenir au projet de Lindhagen. En 1912, l'un des plans dessinés par le directeur de l'urbanisme Per Olof Hallman est approuvé. La rue Sveavägen doit être prolongée vers le sud, de la rue Kungsgatan à la rue Hamngatan, mais avec une largeur limitée à 18 mètres, en raison de la situation difficile des finances de la commune. Au sud de la rue Mäster Samuelsgatan, elle doit se séparer en deux branches, de façon à créer une zone triangulaire, au milieu de laquelle un îlot urbain hexagonal baptisé La pépite d'or (suédois : Guldklimpen) est créé. Cette proposition est représentée sur la carte de Stockholm dessinée en 1926 par le cartographe Carl-Otto Krakau. La pépite d'or deviendra plus tard la place Sveaplatsen, qui a aujourd'hui pour nom Sergels torg.
Ce plan ne sera jamais mis en œuvre, mais lorsque des années plus tard, et après une longue série d'autres propositions, la décision de prolonger la rue Sveavägen est prise, on reprendra largement les idées de Hallman, à l'exception toutefois de la bifurcation.
En 1927, le mandat de Per Olof Hallman en tant que directeur de l'urbanisme arrive à son terme, et n'est pas renouvelé. On lui préfère celui qui est alors l'urbaniste le plus en vue de Suède, Albert Lilienberg, qui occupe des fonctions équivalentes à Göteborg.

## Processus décisionnel
Le long débat politique qui précède les travaux de redéveloppement du XXe siècle est lancé dès la fin des années 1920, en conjonction avec l'augmentation du trafic automobile. La décision finale est longtemps repoussée en raison des conflits douloureux qui opposent différents groupes d'intérêts, y compris au sein même des partis politiques. La crise économique, puis la Seconde Guerre mondiale, mettent aussi un frein au processus de transformation et retardent le début des travaux.

### Motivations

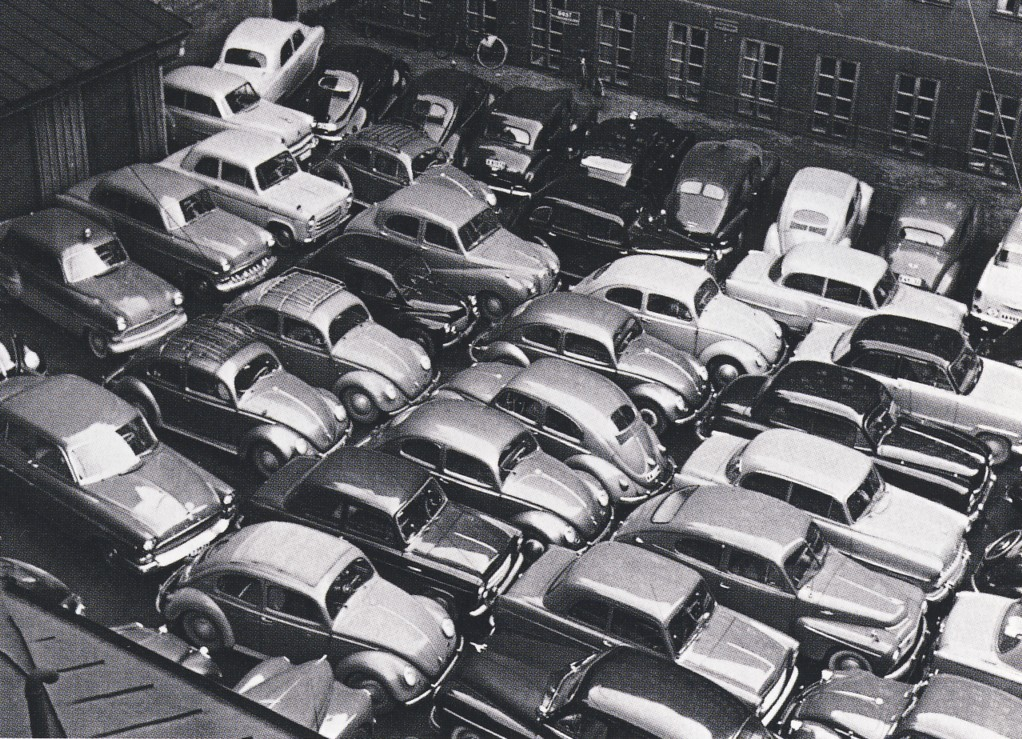
Véhicules garés dans une cour d'immeuble, Norrmalm 1956.
Foto: Lennart af Petersens.

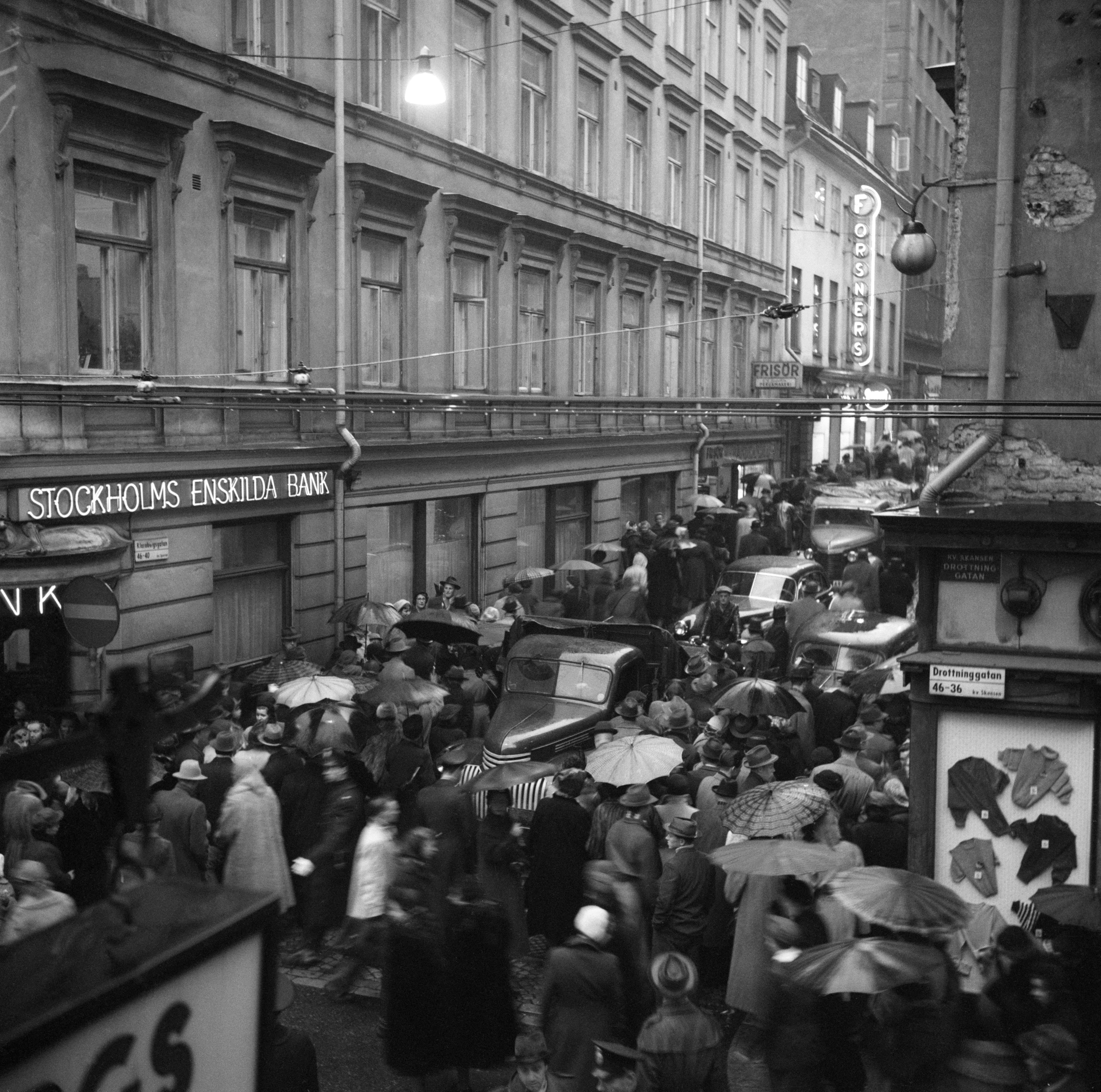
Trafic automobile dans la rue Klarabergsgatan en 1952.
Foto: Lennart af Petersens

Un large consensus se dégage sur l'urgence du redéveloppement et de la modernisation de Norrmalm-Sud. Le besoin s'articule sur trois axes :
Développement des infrastructures : les urbanistes pointent que le centre-ville de Stockholm n'est pas adapté à la croissance de la population et aux infrastructures que celle-ci exige. La construction de transports en commun sous la forme du métro rend impérative des démolitions entre autres dans le quartier de Klara et constitue finalement le facteur décisif dans la décision de démarrer les travaux de redéveloppement. La croissance rapide du trafic automobile impose aussi la création de voies de circulation plus larges pour la sécurité des piétons.
Travaux d'assainissement : le quartier de Klara est largement délabré lorsque les travaux de démolition commencent. La plupart des immeubles d'habitation, qui ont été construits avant 1900, manquent de confort moderne. Les appartements sont petits et ne disposent pour la plupart pas de salle d'eau. La situation est encore aggravée par les décisions de la commune interdisant les nouvelles constructions et autorisant les expropriations, qui ont placé les acteurs du secteur immobilier en situation d'attente. En raison de l'étroitesse des rues, et de l'exiguïté des cours intérieures, logements et lieux de travail sont sombres et insalubres. Il apparait plus facile de construire de nouveaux immeubles plutôt que de rénover le parc immobilier existant.
Création d'un centre urbain : depuis l'avènement du chemin de fer dans les années 1860, entreprises et institutions ont délaissé la vieille ville pour s'installer à Norrmalm. La ville a besoin d'un noyau urbain moderne adapté aux besoins de la vie économique.
L'air du temps est au progressisme, et l'architecture fonctionnaliste a permis au modernisme de prendre pied en Suède, notamment après l'exposition de Stockholm de 1930. Les familles nombreuses quittent les logements exigus du centre-ville pour s'installer dans de nouveaux lotissements à Traneberg ou Hammarbyhöjden. Les nouvelles constructions se doivent d'être lumineuses, aérées et économiques, non seulement dans les villes mais aussi à la campagne. De nombreux propriétaires se débarrassent de leurs fenêtres à croisillons au profit de fenêtres panoramiques, et portes et façades sont parées des derniers isolants thermiques à la mode.

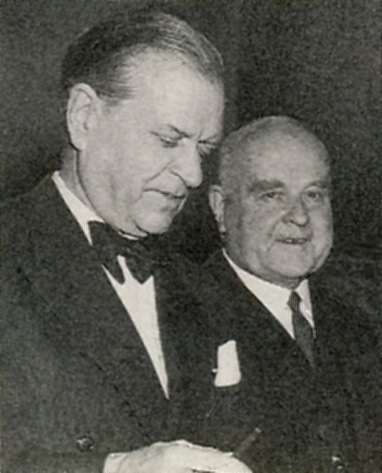
Albert Lilienberg (à droite) et Sven Markelius, vers 1954.

### Le plan général de Lilienberg (1928)
En 1928, le plan général pour Stockholm signé du nouveau directeur de la construction urbaine Albert Lilienberg devient le point de départ des discussions qui aboutiront à la décision de principe de 1945. Le projet de Lilienberg comprend un prolongement de la rue Sveavägen jusqu'à la rue Hamngatan et jusqu'à la place Gustav Adolfs torg, en droite ligne des plans de Lindhagen et de Tessin.
Afin de minimiser la surface à construire à proximité de la nouvelle rue Sveavägen, Lilienberg souhaite voir la construction de dix gratte-ciel de style art déco, dont il a puisé l'inspiration lors d'une visite à New York. Une réplique de Times Square en quelque sorte. Le plan général évoque en cela la rue Kungsgatan dont l'aménagement récent s'est aussi inspiré de l'architecture américaine, avec les tours jumelles dites Kungstornen.
Le plan n'est toutefois pas approuvé, le « non » l'emportant à une courte majorité lors d'un vote à l'hôtel de ville. Un opposant particulièrement influent au projet est le maire-adjoint Yngve Larsson.

### La compétition d'urbanisme (1933)

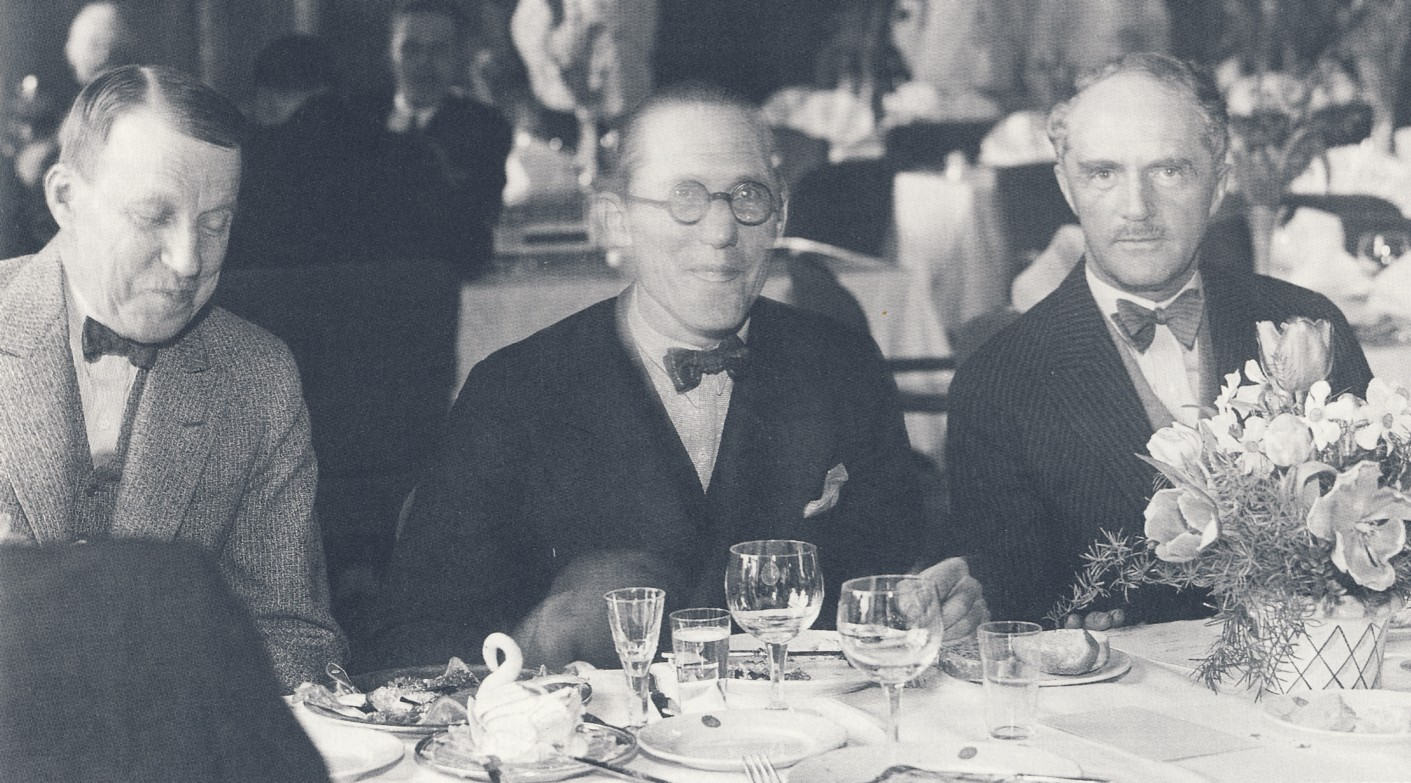
Trois architectes de premier plan réunis à Stockholm en 1933 (de gauche à droite) : Erik Lallerstedt, Le Corbusier et Ivar Tengbom.

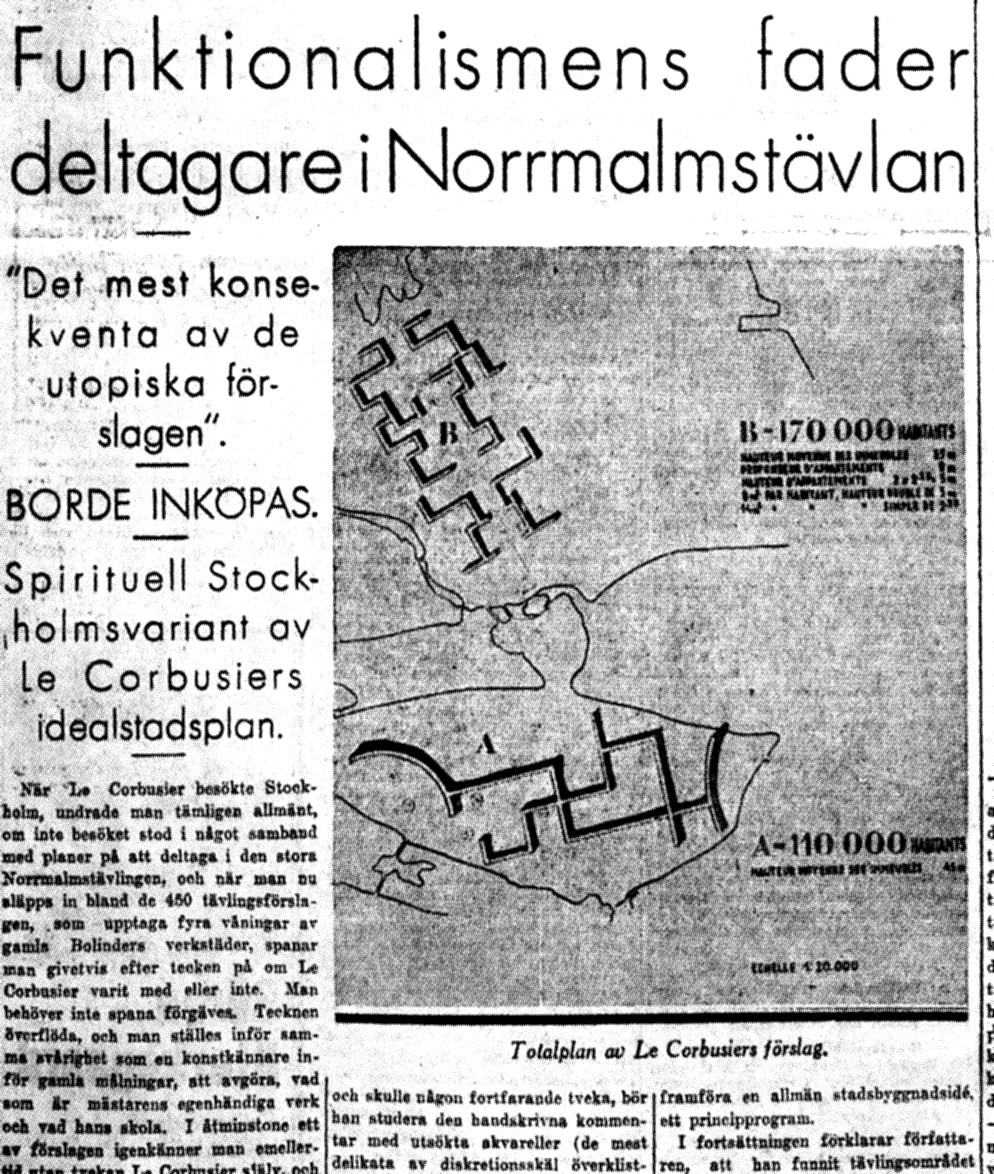
Le quotidien Svenska Dagbladet commente la proposition de Le Corbusier dans son édition du 23 décembre 1933.

En 1932, la ville de Stockholm donne le coup d'envoi d'une compétition internationale d'urbanisme en vue du redéveloppement de Norrmalm. Parmi les 350 dossiers reçus, on retrouve les grands noms de l'architecture de l'époque, tels que Le Corbusier ou encore Alvar Aalto. Dans sa proposition affublée du nom français de Voisin, Le Corbusier n'hésite pas à recouvrir la totalité de Södermalm d'immeubles, tandis qu'Alvar Aalto projette la démolition de vastes zones du centre-ville pour faire place à des gratte-ciel. Walter Gropius, architecte allemand à l'origine du Bauhaus et proche de Sven Markelius, fait montre d'intérêt pour la compétition, mais n'y participe finalement pas. La proposition de Sigurd Lewerentz, sur laquelle « plane l'esprit de Le Corbusier », et qui divise comme Voisin la ville en zones de transport, d'habitation et de loisir, suscite quant à elle surtout l'incompréhension.

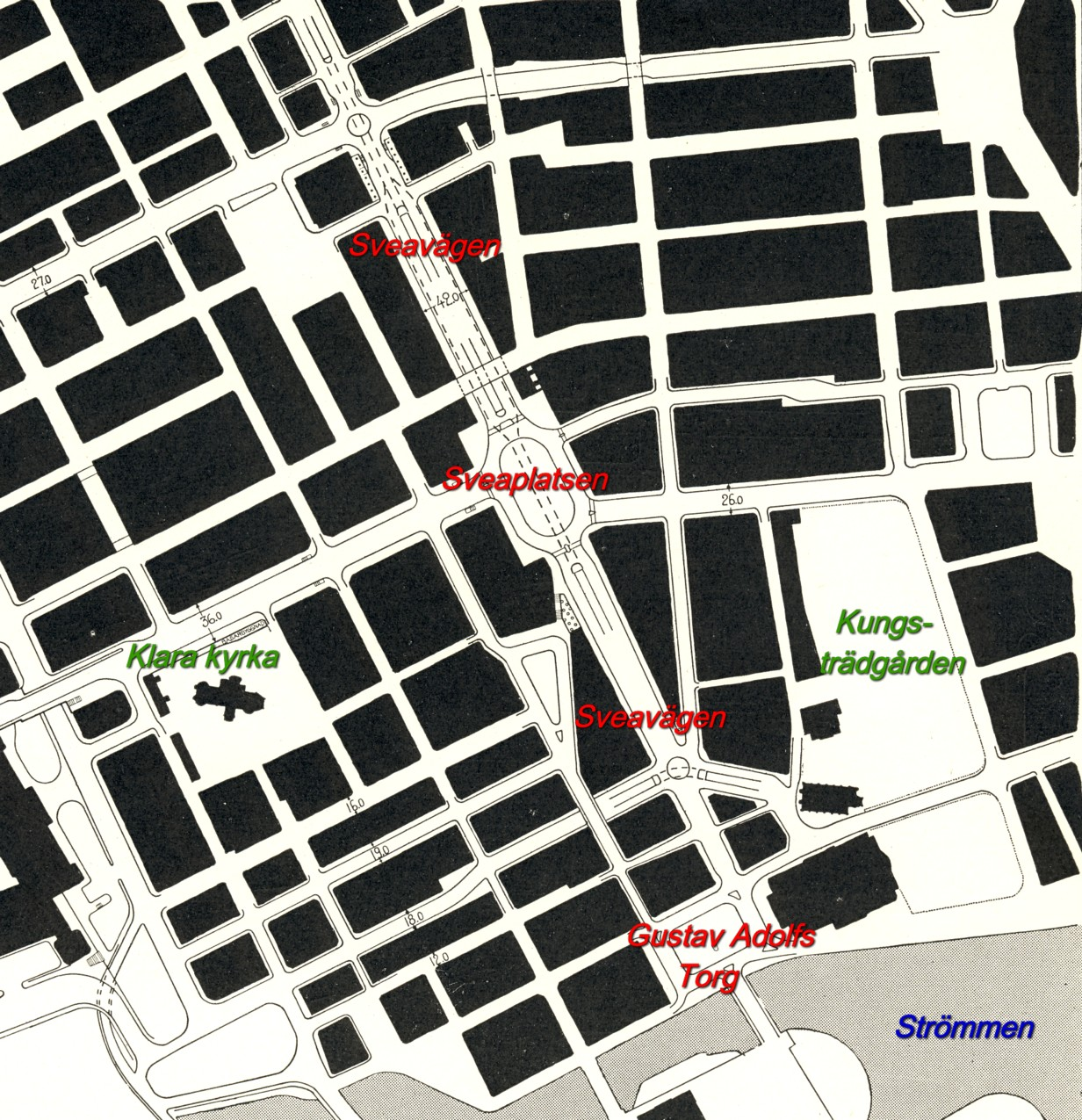
Le projet de l'office de l'urbanisme en 1942.

Trois premiers prix sont finalement décernés. Les lauréats ex-aequo sont un cabinet d'architecture londonien, un cabinet d'architecture new-yorkais, et deux employés de la ville de Stockholm, l'ingénieur Åke Virgin du bureau de l'immobilier  et l'architecte Thure Bergentz de l'office de l'urbanisme. Leur proposition, qui s'inspire largement du plan de Lilienberg, est finalement disqualifiée, les proches des membres du jury (Lilienberg était le supérieur hiérarchique de Bergentz) n'étant pas autorisés à concourir.
Dans la revue Byggmästaren, Sven Markelius se montre en 1934 particulièrement critique envers la compétition. Selon lui, la proposition de Le Corbusier « ...est un exemple de ce qu'il faut absolument éviter. » Il estime par ailleurs qu'une compétition internationale sur un thème aussi local que la définition du centre-ville de Stockholm ne permet pas aux participants étrangers de s'exprimer de façon raisonnable. La proposition de Le Corbusier enthousiasme par contre le rédacteur du quotidien Svenska Dagbladet. Le 23 décembre 1933, il estime entre autres qu'il s'agit de « la plus aboutie des propositions utopiques », « de la variante stockholmoise de l'idéal urbaniste de le Corbusier » et enfin qu'elle « mérite d'être mise en œuvre ».
La compétition n'ayant pas permis de faire avancer le projet de redéveloppement, l'office de la construction urbaine poursuit les travaux de planification en droite ligne du plan d'Albert Lilienberg, non sans susciter un feu nourri de critiques venues de l'extérieur.
Tage William-Olsson (qui est à l'origine de l'échangeur de Slussen) fait partie des architectes les plus virulents. Il n'hésite pas à proposer diverses alternatives, de même que Paul Hedqvist, qui est alors professeur à l'école royale des beaux-arts. Même le service de voirie de Stockholm fait une proposition qui ressemble fortement aux croquis et prototypes de Hedqvist et William-Olsson. Le jardinier-paysagiste de la ville, Holger Blom, juge quant à lui les différentes propositions de l'office de la construction urbaine malhabiles et naïves dans leur optimisme, tandis qu'Erik Lallerstedt affirme que « si les projets de l'office sont mis en œuvre, notre ville se retrouvera en état de destruction pour plusieurs décennies – tâchons de l'éviter ! »
Le futur de Norrmalm-Sud demeure ainsi l'un des grands sujets de débat pour architectes et urbanistes de l'entre-guerres.

### La décision de principe (1945)

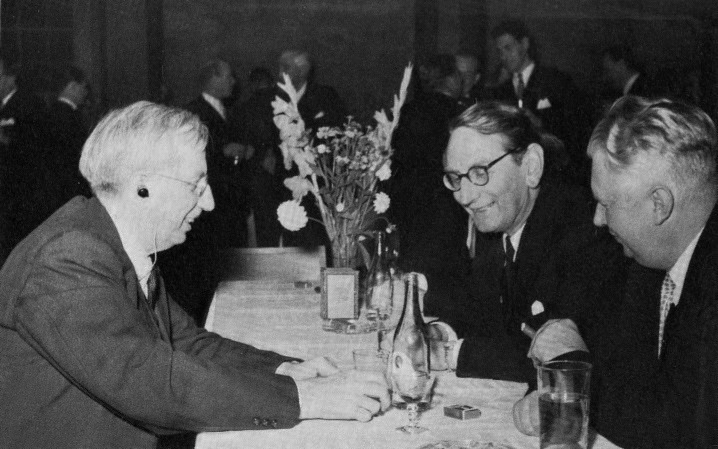
Yngve Larsson, maire-adjoint chargé de la construction urbaine, est le principal instigateur du redéveloppement de Norrmalm. Il est ici entouré du maire-adjoint chargé des finances Z. Höglund (à gauche) et du président du conseil municipal Carl Albert Andersson. Années 1940.

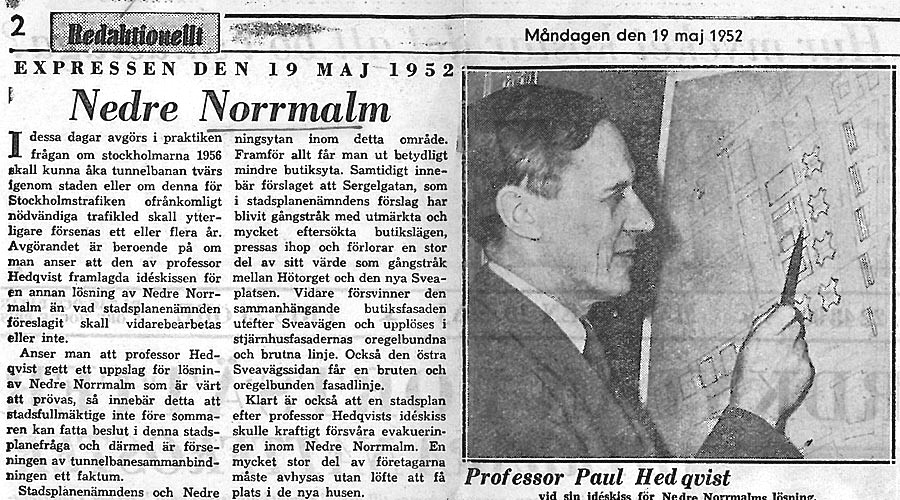
Paul Hedqvist présente son projet de six immeubles dans le quotidien Expressen du 19 mai 1952.

Le processus politique avance lentement, et le redéveloppement n'est finalement décidé qu'en 1945, alors que le parti social-démocrate a le pouvoir à l'hôtel de ville, en coalition avec le parti communiste. Le seul parti à s'opposer au projet est le parti modéré, mais ne disposant pas d'alternative détaillée, il ne lui est pas possible de peser sur l'opinion.
En lieu et place du prolongement de la rue Sveavägen jusqu'à la place Gustav Adolfs torg proposé par Lilienberg, les plans prévoient à présent qu'elle prenne fin au niveau de la place Sveaplatsen (rebaptisée plus tard Sergels torg) et soit connectée vers l'ouest par un tunnel jusqu'au carrefour de Tegelbacken, où elle doit rejoindre le futur pont Central (suédois : Centralbron). Ce projet, qui bénéficie du soutien de Lilienberg, présente néanmoins un certain nombre d'inconvénients :
- le flux principal de trafic le long de la rue Sveavägen conduit via le pont Nord (suédois : Norrbro) aux quais de la vieille ville, qui ne sont pas en mesure d'accueillir un trafic important,
- même s'il figure bien en arrière-plan, l'approche du palais royal se fait par la façade nord, moins attractive, ce qui n'était pas le but recherché notamment par Tessin,
- le projet rend nécessaire un grand nombre de démolitions au nord de la place Gustav Adolfs torg,
- il existe trois solides projets concurrents (signés de Paul Hedqvist, Tage William-Olsson et de l'office des voiries) qui tous préconisent de ne pas prolonger la rue Sveavägen jusqu'à la place Gustav Adolfs torg.

Un tunnel routier vers l'est (le futur tunnel de Klara) est évoqué pour la première fois dans le plan d'urbanisme City 62, mais de nombreuses questions liées au trafic restent sans réponse. Une solution à l'enfer de Tegelbacken (suédois : Tegelbackseländet), du nom de cette intersection où convergent trains, tramways et automobiles, et où les passages à niveaux engendrent des embouteillages monstres, reste par exemple à définir.
La construction de gratte-ciel place Hötorget est discutée pendant des décennies. Dès 1928, Artur von Schmalensee met en avant un projet de neuf immeubles de 30 étages. Mais d'autres projets proposent deux, trois, quatre ou six immeubles. Chacun s'accorde pour penser que la construction de gratte-ciel dynamisera le centre-ville, mais les avis divergent quant à leurs caractéristiques précises. Pendant de longues années, l'office de la construction urbaine travaille sur un projet de quatre immeubles, mais dans la mesure où l'on souhaite maximiser la surface construite, quatre immeubles apparaissent finalement trop massifs et on s'oriente finalement vers cinq immeubles en longueur. On estime aussi que le nombre cinq est plus porteur que le nombre quatre. Selon la formule de David Helldén, architecte à l'office de la construction urbaine : « à une femme, on offre cinq roses, pas quatre ». Paul Hedqvist estime toutefois que le projet de l'office de la construction urbaine n'est qu'un Manhattan de pacotille, ce qui vaut à son propre projet de six immeubles en étoiles d'être à son tour tourné en dérision.
Le cout estimé du renouvellement de Norrmalm-Sud, tel que prévu dans le budget de 1945, est de presque 40 millions de couronnes pour les immeubles et les rues, avec relativement peu de variations entre les différentes propositions. À cela s'ajoute une somme de 7,3 millions pour la partie du métro correspondant au sud de Norrmalm, les coûts liés à l'aménagement du carrefour de Tegelbacken estimés à 18 millions de couronnes et 16,8 millions pour la construction du tunnel sous la presqu'ile de Blasieholmen. La note totale s'élève donc à environ 82 millions de couronnes de 1939,.
À l'initiative du maire-adjoint chargé de la construction urbaine Yngve Larsson, le conseil municipal décide en 1944 de mettre en place un nouveau plan général pour Stockholm. Un mémorandum intitulé Le futur Stockholm : lignes directrices pour un plan général d'urbanisme, où sont définies les hypothèses fondamentales concernant les flux de trafic, est ainsi rédigé pendant le printemps 1945 par le bureau de l'urbanisme. La décision de principe sur le prolongement de la rue Sveavägen jusqu'à la place Sveaplatsen et la rue Hamngatan dans le cadre du redéveloppement est votée par le conseil municipal le 18 juin 1945 et conduit à la définition du Plan urbain de 1946,,.
Plus tard, le plan de 1946 est détaillé et élargi pour donner naissance aux plans City 62 et City 67, qui sont adoptés respectivement en 1963 et 1967.
« Imaginez descendre la rue Sveavägen vers le sud, disons un jour d'avril 1965 ! Par-delà l'intersection avec la rue Kungsgatan, et les bâtiments plus conventionnels des larges boulevards, se dresse une architecture tout à fait nouvelle, imposante par son échelle, mais malgré tout lumineuse, légère, presque élégante, avec ses immeubles de biais qui s'élancent vers le ciel. Entre eux brille le ciel de printemps, mélange de taches bleues et de nuages changeants, créant ombres et lumières sur les façades de métal brillant. Les cinq gratte-ciel reproduisent, avec pour chacun une tonalité différente, le même motif, l'un suivant l'autre dans l'ordre magistral, presque cérémoniel, voulu par les urbanistes. Et à leurs pieds se déroule dans un murmure, intensive et colorée, la vie de la grande ville, rassemblée dans une vaste communion architecturale. » Yngve Larsson

## Réalisation

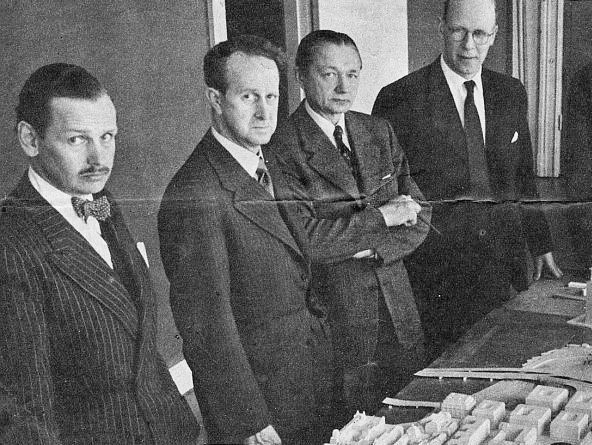
Des membres de l'office de la construction urbaine en 1956 : le chef du projet de redéveloppement Göran Sidenbladh, l'ingénieur Åke Hedtjärn, l'ingénieur principal chargé du trafic Carl-Henrik af Klercker et le chef des études Anders Nordberg.

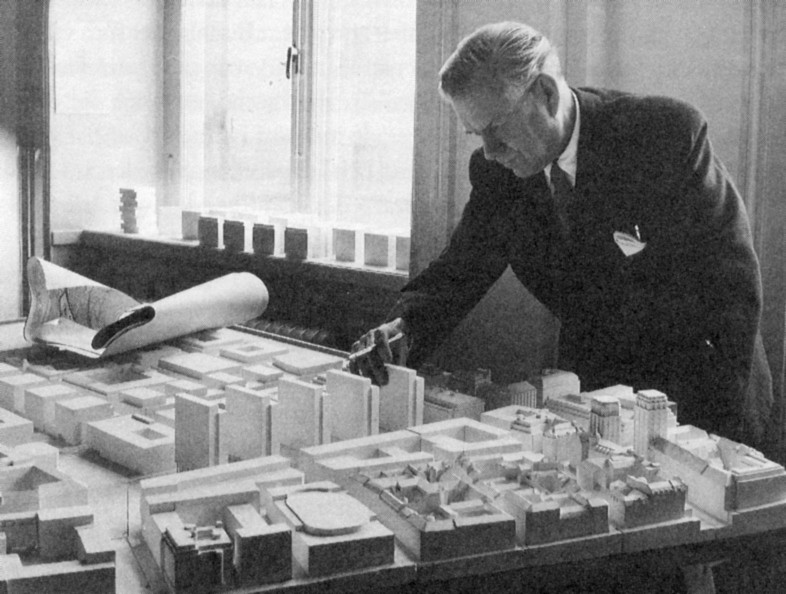
Sven Markelius dans ses fonctions de directeur de l'urbanisme en 1954, avec une maquette de Norrmalm-Sud.

La ville de Stockholm acquiert dès les années 1930 un certain nombre de terrains en préparation d'un prolongement de la rue Sveavägen jusqu'à la rue Hamngatan. Une loi spéciale, la Lex Norrmalm, est promulguée en 1953 afin de faciliter les expropriations dans le cadre de projets de redéveloppement. Cette loi, à laquelle on reproche de contribuer au délabrement du parc immobilier (propriétaires et constructeurs rechignant à investir sous la menace d'une expropriation), sera finalement abrogée en 1979, après que la Cour de justice de l'Union européenne a donné raison à deux propriétaires fonciers qui s'estimaient lésés.
Le renouvellement commence dans les années 1950, en coordination avec la construction du métro. Les voies souterraines du métro traversant dans le secteur de Norrmalm-Sud un terrain fait de graviers et de sable, il n'existe à l'époque d'autre alternative que d'effectuer les travaux à ciel ouvert, et l'actuelle place Sergels torg se transforme en trou béant.
Dans les années 1950, la figure clé du projet de renouvellement urbain est le maire-adjoint Helge Berglund. Dans les années 1960 et 1970, le maire-adjoint social-démocrate Hjalmar Mehr est l'élément moteur du processus de transformation.

### Planification
L'architecte responsable de la planification est Sven Markelius. Markelius dirige le bureau d'étude de la direction de la construction entre 1938 et 1944, avant de devenir directeur de l'urbanisme de la ville de Stockholm de 1944 à 1954. Il succède alors à Albert Lilienberg, qui prend sa retraite en 1944.
Lorsque le chantier de Norrmalm-Sud commence en 1945, Markelius s'installe dans des locaux rue Malmskillnadsgatan. Il y réunit un groupe de collaborateurs composé d'architectes, de techniciens en flux urbains et d'autres spécialistes, parmi lesquels l'architecte David Helldén, qui se consacre à la conception des constructions. Comme base pour l'aménagement des espaces, on reprend la proposition de 1939 signée Paul Hedqvist. En 1946, David Helldén présente au bureau de la construction urbaine son projet pour la place Sveaplatsen (aujourd'hui place Sergels torg) et pour la Hötorgscity. On y trouve déjà les cinq Hötorgsskraporna qu'Yngve Larsson avait qualifiés de cinq coups de trompettes.
En 1951, un organisme dédié au redéveloppement de Norrmalm voit le jour : la Délégation pour Norrmalm-Sud. L'idée est de créer les conditions pour que « la coordination des efforts entre les différents organes municipaux se fasse dorénavant de façon rapide et efficace ».

### Démolitions

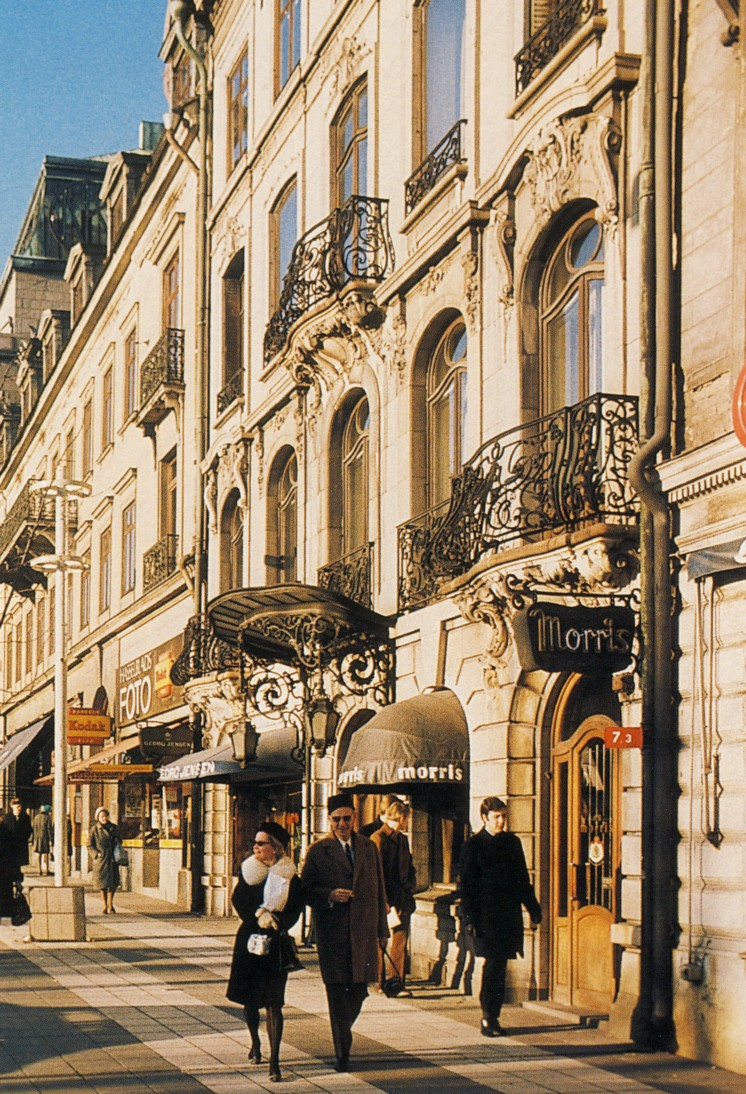
Les maisons Sager en 1968.

Les démolitions commencent en mars 1952 dans la zone comprise entre les rues Malmskillnadsgatan et Sergelgatan, la rue Sveavägen étant prolongée entre les rues Kungsgatan et Hamngatan. Elles se poursuivent pendant les deux décennies suivantes, jusqu'à atteindre la rue Jakobsgatan.
L'ancienne tour téléphonique, endommagée par un incendie en 1952 et menaçant de s'effondrer est démolie en 1953. Les démolitions concernent une zone particulièrement étendue, et selon une évaluation ce sont en tout 700 bâtiments qui sont démolis dans le quartier de Klara.
L'élargissement des rues Regeringsgatan, Malmskillnadsgatan, Hamngatan, Jakobsgatan et du sud de la rue Sveavägen fait payer un lourd tribut aux anciennes constructions. On essaie pendant de longues années de préserver l'église de Bethléem et d'autres bâtiments historiques alentour, mais ils se trouvent en plein cœur du nouveau quartier, et n'ont pas leur place au sein de la nouvelle imagerie urbaine et du réseau du métro. On démolit même la chapelle Eugénie et la brasserie Tre remmare, mentionnées dans les lettres de Bellman.
Autour du parc Kungsträdgården sont démolis les maisons Sager, le magasin Sidenhuset et le théatre Blanche.
Tous les immeubles du fameux quartier de la presse sont démolis, à l'exception du siège des quotidiens Stockholms-Tidningen et Aftonbladet, situé au numéro 12 de la rue Vattugatan, qui a subsisté jusqu'en 1989.

### Construction phase 1 selon le plan urbain de 1946

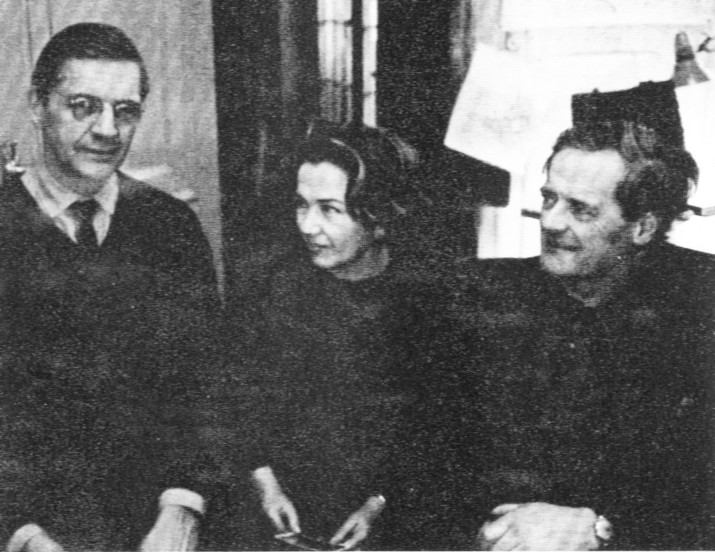
Anders Tengbom, Léonie Geisendorf et Ralph Erskine.

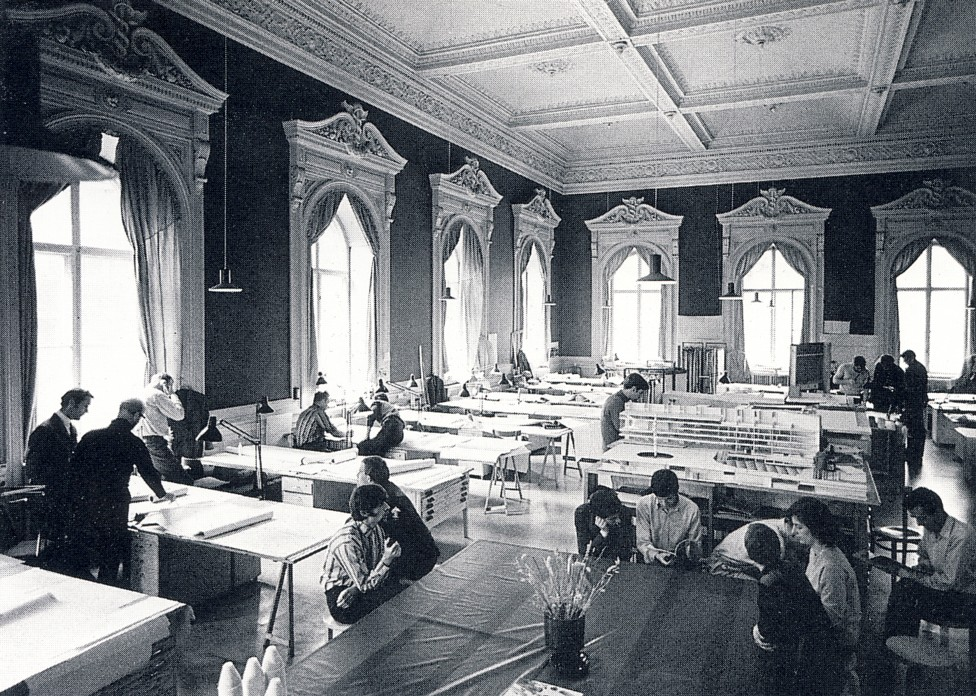
Les bureaux de Peter Celsing rue Lilla Nygatan en 1967. Sur la table à l'arrière-plan on aperçoit une maquette de la future maison de la culture.

Markelius souhaite organiser un concours architectural pour les gratte-ciel et certains des autres bâtiments du nouveau quartier, mais il se heurte au refus des dirigeants politiques de la commune. Le temps presse et, après plusieurs décennies de discussion, on souhaite voir un résultat rapide plutôt que de se lancer dans une nouvelle compétition.
Le travail est donc réparti entre différents cabinets d'architectes de renom. Sven Markelius lui-même prend en charge la réalisation du troisième des Hötorgsskraporna, tandis que David Helldén est responsable du premier ainsi que de la Hötorgscity et de la place Sergels torg. Backström & Reinius dessinent le cinquième immeuble (qui à l'origine devait être un hôtel), Anders Tengbom le deuxième et Lars-Erik Lallerstedt le quatrième.
Le 24 novembre 1957, la jonction est faite entre les lignes est et ouest du métro (aujourd'hui ligne verte), lorsque le tronçon Slussen-Hötorget entre en service. En 1964, la ligne 2 (aujourd'hui ligne rouge) est inaugurée à son tour. Elle relie la banlieue sud-ouest (Skärholmen et Bredäng) à Östermalm.
Avec l'inauguration en 1966 du cinquième des Hötorgsskraporna, le plus proche de la place Sergels torg, la première phase de construction est terminée.

### Construction phase 2 selon les plans de 1962 et 1967
Pour la zone située au sud de la place Sergels torg, la ville de Stockholm et la banque centrale de Suède organisent un concours d'idées en 1965-1966. La compétition s'appuie sur le plan City 62, qui correspond à la décision de principe de 1945. Le round final oppose un projet baptisé Corso signé du groupe EGT (composé de Ralph Erskine, Léonie Geisendorf et Anders Tengbom) au projet de Peter Celsing.
Le projet d'EGT combine les deux centres urbains que sont la place Sergels torg et la place Gustav Adolfs torg, tant d'un point de vue visuel que fonctionnel, mais aussi en termes de flux. De nombreux membres du jury, estimant que ce projet apporte un souffle nouveau et bienvenu, y apportent leur soutien.
Après un vif débat, c'est finalement le projet de Celsing qui l'emporte. On considère en effet qu'il correspond au mieux aux plans d'urbanisme en vigueur, ce qui, malgré une série d'amendements, n'est pas le cas du projet d'EGT, lequel est par ailleurs jugé défavorablement dans le plan City 67. La maison de la culture de la place Sergels torg et le siège de la banque centrale de la place Brunkebergstorg sont ainsi érigés sur l'un des derniers terrains à bâtir de Norrmalm-Sud dans les années 1968-1976. L'idée d'un long boulevard offrant une vue dégagée entre le parc Haga et le palais royal est alors définitivement enterrée. Peter Celsing n'aura pas l'occasion de voir son œuvre achevée, il décède en 1974.
Parmi les constructions majeures complétées dans les années 1960 et 1970, on peut citer :
- le grand magasin Åhléns City, rue Klarabergsgatan (Backström & Reinius, 1964)
- le siège de la banque Skandinaviska Banken, place Sergels torg (Kjell Ödeen, 1963–66)
- les bureaux de la banque Götabanken, rue Sveavägen (Anders Tengbom , 1963–67)
- la maison de la Suède, à l'angle du parc Kungsträdgården (dernière œuvre de Sven Markelius, 1969)
- le siège de la caisse d'épargne de Stockholm, rue Hamngatan (Carl Nyrén, 1973-75)
- le siège de la banque Sveriges Kreditbank, rue Hamngatan, aujourd'hui connu sous le nom de PK-huset (Backström & Reinius, 1971–1974)
- le centre commercial Gallerian, également situé rue Hamngatan (Malmquist & Skoogh, 1976–77)

Sous l'église Sainte-Claire, la place Sergels torg et les zones environnantes, on construit aussi l'un des plus grands abris anti-aérien de Suède, l'abri de Klara, susceptible d'accueillir jusqu'à 12 000 personnes.
Les phases 3, 4 et 5 de construction, définies par le plan City 67, qui incluaient entre autres l'élargissement de la rue Tunnelgatan et sa transformation en axe de circulation local, certains quartiers d'Östermalm jusqu'à la rue Humlegårdsgatan ainsi que la presqu'île Blasieholmen, ne verront jamais le jour.

### Galerie

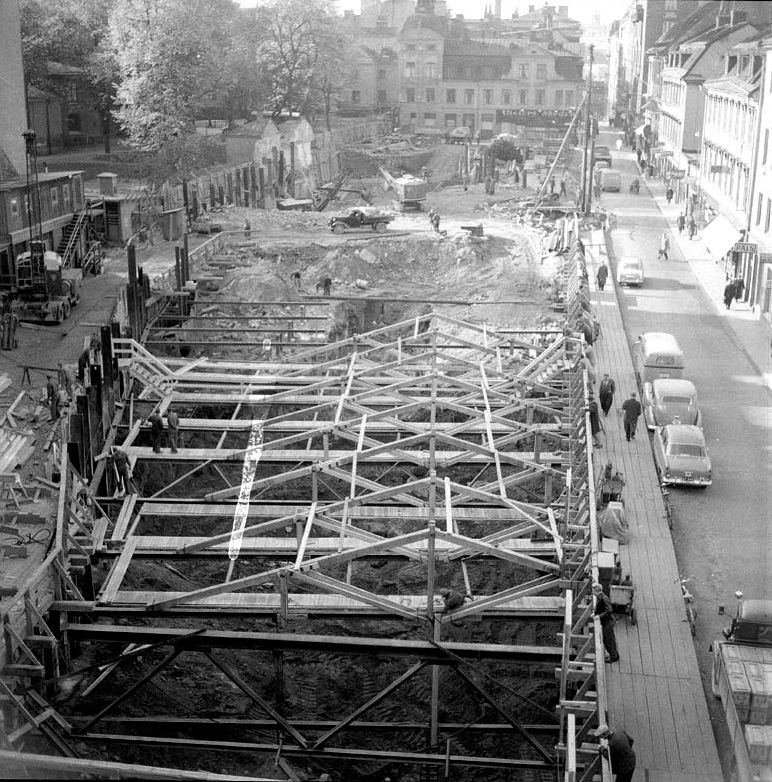
Les travaux de construction du métro, rue Klarabergsgatan. 1953.
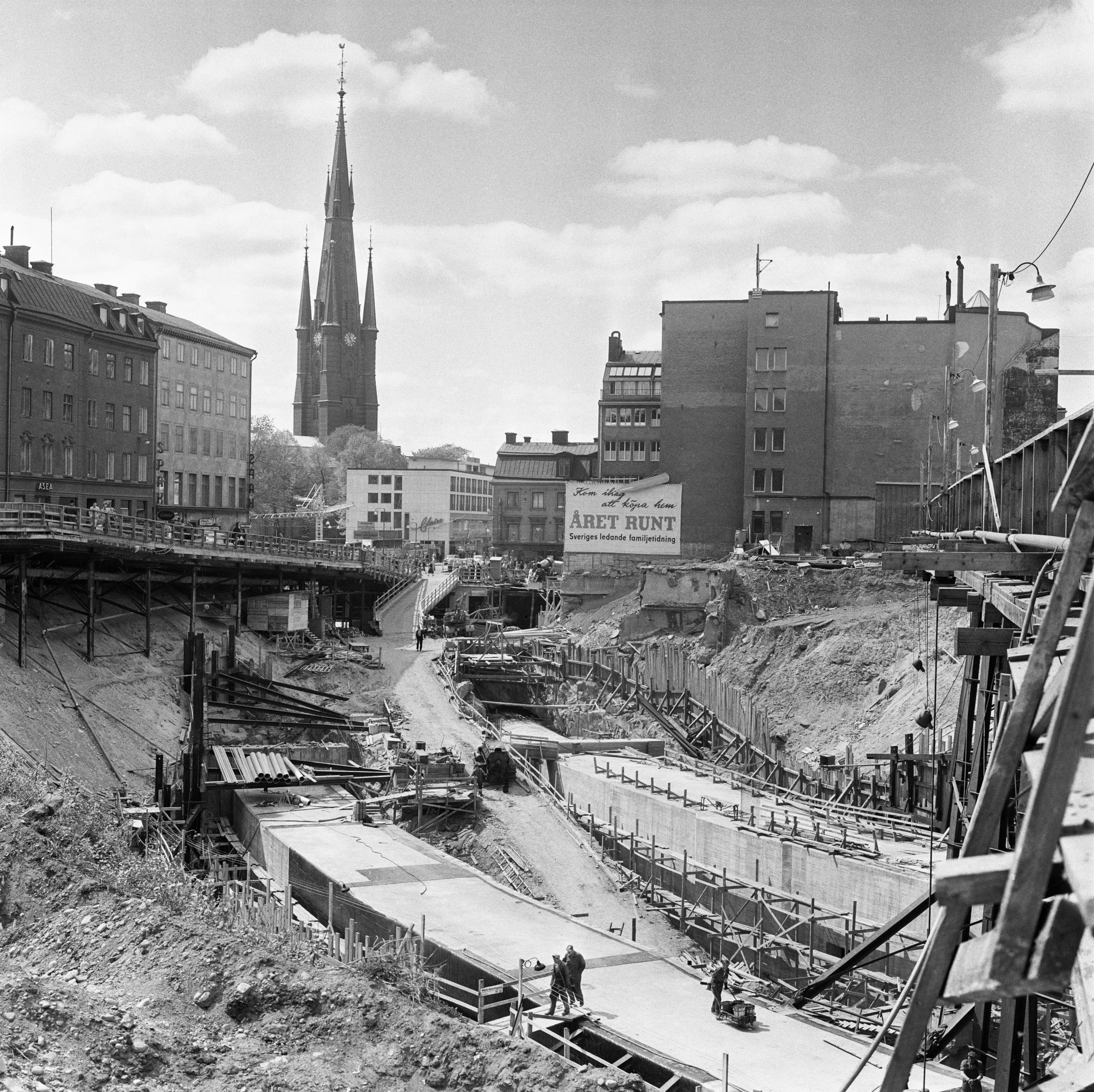
La construction du métro touche à sa fin. Les rues Klarabergsgatan et Mäster Samuelsgatan reposent sur des ponts provisoires. Mai 1957.
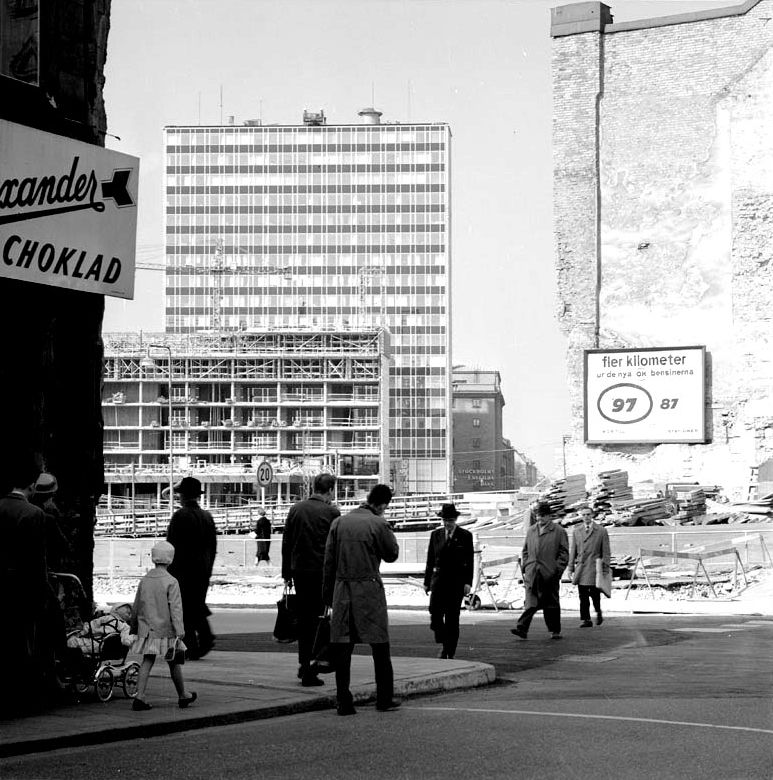
La nouvelle hötorgscity prend forme : le premier des cinq Hötorgsskraporna vu depuis la rue Malmskillnadsgatan. 1959.
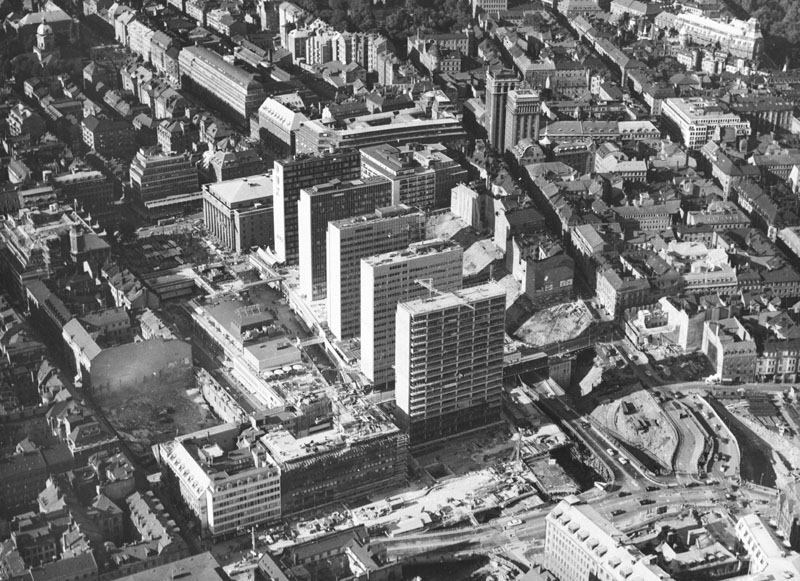
Les cinq Hötorgsskraporna en voie de complétion, tandis que les travaux se poursuivent place Sergels torg. Vers 1965.

## Critiques
La phase 1 de construction, qui inclut la Hötorgscity et les cinq Hötorgsskraporna, bénéficie encore du soutien populaire, et le progressisme domine toujours dans l'opinion publique et parmi les personnalités du monde culturel. C'est ainsi que par exemple l'écrivain Per Wästberg estime en 1957 qu'il n'existe pas de raison valable pour ne pas détruire le taudis qu'est Klara : « il n'y avait guère d'intérêt à le conserver en l'état ».

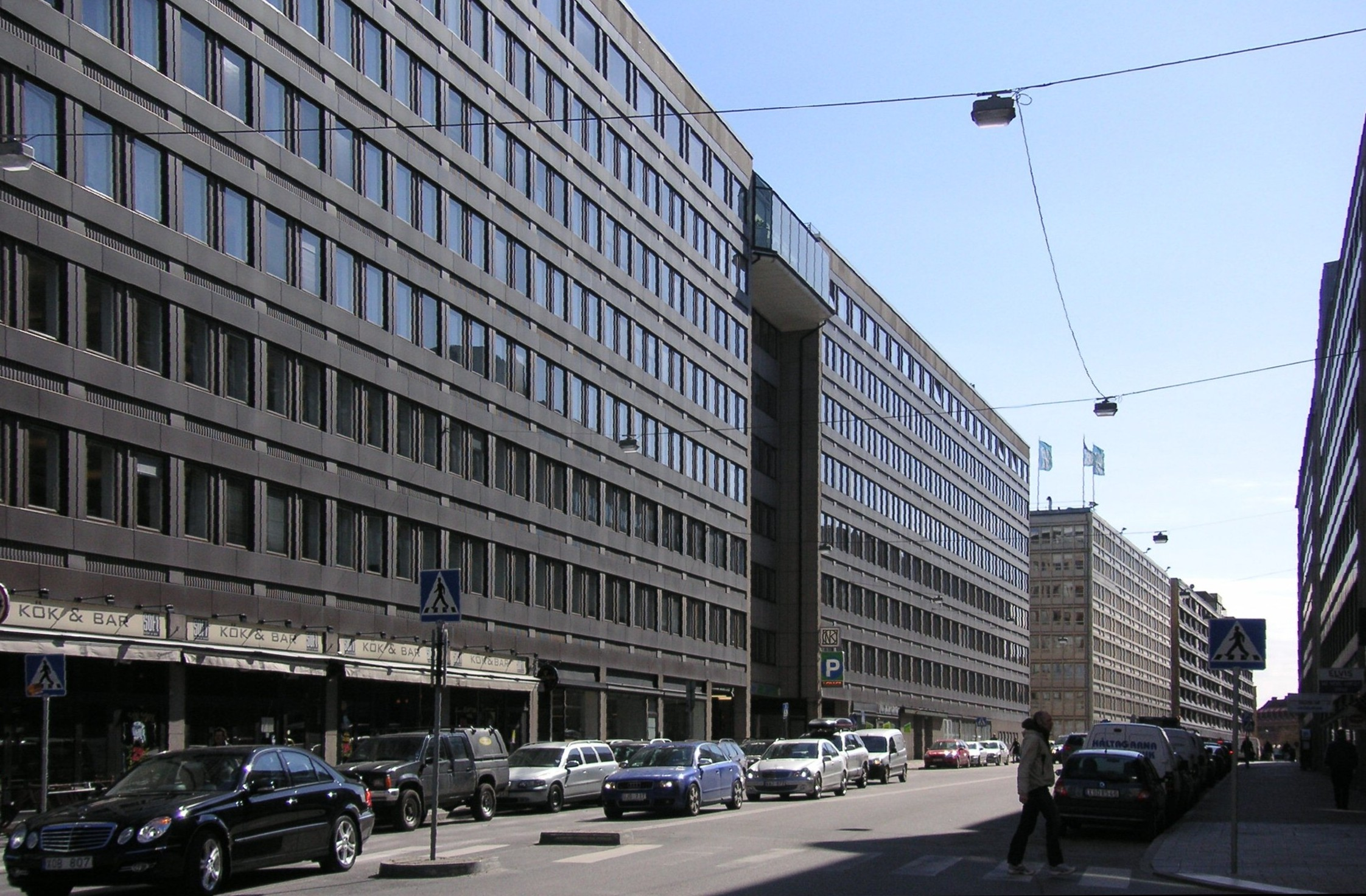
Le numéro 12 de la rue Hästskon, « une architecture de boîte de conserve sans âme » selon l'historien architectural Fredric Bedoire.

L'étape nº2, qui correspond aux plans City 62 et City 67, fait par contre face à l'opposition d'architectes, d'artistes, d'écrivains, d'historiens et même à celle des experts en flux urbains de la ville. On souligne par exemple l'absence totale de lieu de culture dans le quartier. Ce point particulier est néanmoins contré lorsqu'est prise la décision d'y construire la maison de la culture.
Pour la ville, le défi est par ailleurs de trouver des constructeurs et des sources de financement privées, afin de remplir tous les terrains disponibles. Or, le monde économique suédois ne répond pas à l'appel. Les hommes d'affaires, qui avaient déjà montré leur manque d'intérêt à construire dans le quartier, se refusent à accepter un système qui fait de la commune le propriétaire perpétuel des terrains à bâtir, et à se soumettre aux directives de la mairie.
Lorsqu'enfin quelques-unes des grandes banques suédoises se décident, après bien des hésitations, à faire construire des immeubles de bureaux sur les terrains vagues, cela se fait sans grande vision architecturale. À l'exception du siège de la caisse d'épargne de la ville de Stockholm, signé Carl Nyrén, ce sont les considérations économiques qui l'emportent sur les aspects esthétiques. « Une architecture de boîte de conserve sans âme, un décor lugubre pour un quartier peuplé de filles de joie et d'agents de sécurité », comme l'exprime l'historien architectural Fredric Bedoire en 1985.
La suite des transformations suscite une condamnation farouche de la part de nombreuses personnalités de la sphère culturelle, telles que Per Anders Fogelström, Lars Gyllensten, Cornelis Vreeswijk ou encore Karl Vennberg. Alors que les terrains à bâtir restent année après année désespérément vides et finissent par servir de parkings, le grand public finit lui aussi par perdre patience. Les mouvements de protestation contre la politique de redéveloppement connaissent leur apogée dans la nuit du 11 au 12 mai 1971. Les heurts violents qui opposent alors manifestants et policiers dans le centre de Stockholm sont restés dans les mémoires sous le nom d'Almstriden.
L'esprit du temps n'est plus le même qu'au moment du débat politique et de la décision de principe de 1945. Le progressisme a en grande partie laissé place à la fois au gauchisme révolutionnaire de mai 1968 et à un retour croissant des valeurs traditionnelles. Le mouvement écologiste est également en train d'éclore.
La critique concerne surtout l'architecture, pour sa stérilité et son absence de référent historique, le processus décisionnel, qui se serait déroulé en dépit de l'opposition croissante de l'opinion, et le manque de considération pour le patrimoine culturel et architectural du quartier, que l'on estime pour l'essentiel perdu à jamais.
Parmi les démolitions les plus controversées, on trouve les bâtiments historiques du sud de la rue Drottninggatan, tels que le palais de Wrede, et du sud de la rue Regeringsgatan, où quatorze immeubles construits dans une période de quatre siècles sont détruits pour laisser la place à une façade d'aluminium.
Dans les propos de nombreux critiques, on retrouve une citation de l'écrivain et chroniqueur Jolo, qui représente bien l'esprit de l'époque :
« Un touriste un brin ignorant
aurait demandé cet été
sont-ce les Russes ou les Allemands
qui ont détruit notre cité ?
On aurait pu lui dire fièrement
que c'est nous-même qui l'avons fait. » Jan Olof Olsson.
Dans les décennies suivantes, de nouvelles voix se font entendre, entre autres celle du réalisateur Anders Wahlgren :
« Les responsables étaient une poignée d'hommes, à la tête desquels on retrouvait Hjalmar Mehr et Åke Hedtjärn, qui ont décidé des démolitions de façon quasi-dictatoriale. Leur volonté est devenue réalité au terme d'un jeu politique habile. Et l'opposition était muette. »
Les critiques font remarquer que la vieille ville de Stockholm était elle aussi particulièrement délabrée au milieu du XXe siècle, et qu'il existe aujourd'hui un large consensus pour dire que la rénovation du quartier, qui s'est faite de façon respectueuse pour les anciennes constructions, a été une réussite. La vieille ville avait toutefois, bien avant le milieu du XXe siècle, perdu son statut de centre administratif et économique au profit de Norrmalm, et la nécessité d'un redéveloppement y était donc moins forte.

### Défense
La réponse aux critiques émane aussi bien de celui qui symbolise la décision de 1945, Yngve Larsson, que de la figure de proue du chantier, Hjalmar Mehr : 
« Pour appréhender le redéveloppement de Norrmalm [...] il faut, malgré sa peine, se résigner à ce que les travaux ont bousculé des rues et des quartiers chargés d'histoire et d'atmosphère, comme peuvent en créer plusieurs générations de vie stockholmoise [...] Les rues et les quartiers modernes peuvent aussi avoir charme et atmosphère : cela ne dépend pas de l'âge des bâtiments, mais de la vie qui foisonne autour d'eux. » Yngve Larsson.
« Qu'y avait-il de romantique à Norrmalm-Sud ? À Vasastan ? À Kungsholmen ? Le parc immobilier de Norrmalm-Sud était usé jusqu'à la moelle, construit à la va-vite pour le seul bénéfice des spéculateurs et des marchands de sommeil. Parmi ceux qui participent au débat, je suis l'un des rares à y avoir toujours vécu. Ma mère déménageait presque tous les ans. De grands appartements sans confort, avec latrines sèches et rats dans la cour. Ces immeubles ne méritaient rien d'autre que la démolition. Ceux qui disposent d'un logement décent ont beau jeu de parler de romantisme. Pendant ce temps, les pauvres gens doivent se contenter pour l'éternité de logements insalubres. Les conditions de logement à Norrmalm-Sud ne contribuaient aucunement au patrimoine culturel et architectural. » Hjalmar Mehr.
Dans son ouvrage Huvudstad i omvandling (Capitale en mutation), paru en 1999, l'historien architectural Thomas Hall écrit :
« L'alternative à un redéveloppement concerté conduit par la commune aurait été une succession de projets de renouvellement ponctuels, à l'initiative des coopératives et des constructeurs immobiliers, ou encore à celle des entreprises désirant s'installer dans le centre-ville. Cela aurait sans doute abouti à une structure urbaine morcelée, sans liens de communication adéquats. »

### Conséquences
S'ajoutant à la détérioration des finances communales, les critiques conduisent à une réduction des nouveaux projets d'infrastructure au cours des années 1970, et le redéveloppement de Norrmalm demeure longtemps un sujet politique épineux.
Après les heurts violents de mai 1971 (Almstriden), il n'est plus possible aux socio-démocrates de garder Hjalmar Mehr à son poste de maire-adjoint. Il est bientôt nommé préfet de région, poste qu'il occupera pendant encore plusieurs années.
Les urbanistes eux-mêmes ne restent pas insensibles à la critique. Le plan City 67 n'est jamais mené à bien, et un plan totalement différent, City 77, est approuvé en 1978.

## Norrmalm-Sud aujourd'hui

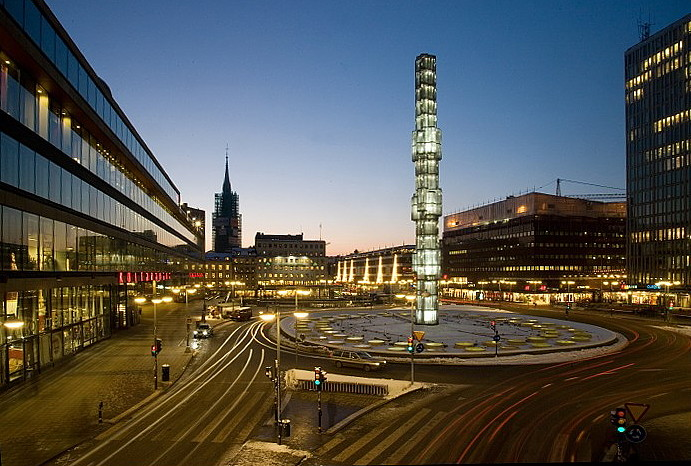
La place Sergels torg, un après-midi d'hiver 2006.

À la suite du redéveloppement, Norrmalm-Sud est aujourd'hui la cité ouverte et cohérente voulue par les urbanistes des années 1930, riche en emplois et dotée de liens de communication fonctionnels. Ces dernières années, une série de mesures sont prises afin d'apaiser les critiques émises contre l'architecture. Le parking Elefanten de la rue Herkulesgatan est ainsi remplacé en 2003 par des logements, la Hötorgscity est enfin revêtue de sa façade de verre aux abords de la place Hötorget lorsque s'achève en 1995 la construction du cinéma Filmstaden Sergel (Sven Markelius avait à l'origine prévu de construire le théâtre de la ville de Stockholm à cet emplacement), et l'esplanade séparant les immeubles trois et quatre, exposée à tout vent, est couverte en 2000.
De l'ancien quartier de Klara subsistent aujourd'hui par exemple l'église Sainte-Claire, ainsi que Rosenbad et les anciens palais proches des rives du lac Mälar et de Tegelbacken.

### Inventaire du musée de la ville de Stockholm en 2007
Au printemps 2007, le musée de la ville de Stockholm a effectué un vaste inventaire des édifices de Norrmalm construits entre 1960 et 1989. Tous ont été décrits, en mots et en images, de façon à ouvrir la voie à d'éventuelles modifications.
Parmi les quatorze édifices les plus remarquables, c'est-à-dire dont la contribution au patrimoine culturel pourrait conduire à leur classification en monuments historiques (byggnadsminne), on retrouve onze bâtiments construits dans le cadre du redéveloppement de Norrmalm, œuvres des plus grands noms de l'architecture de l'époque, tels que Peter Celsing, Carl Nyrén, ou encore le très actif cabinet d'architectes Backström & Reinius.

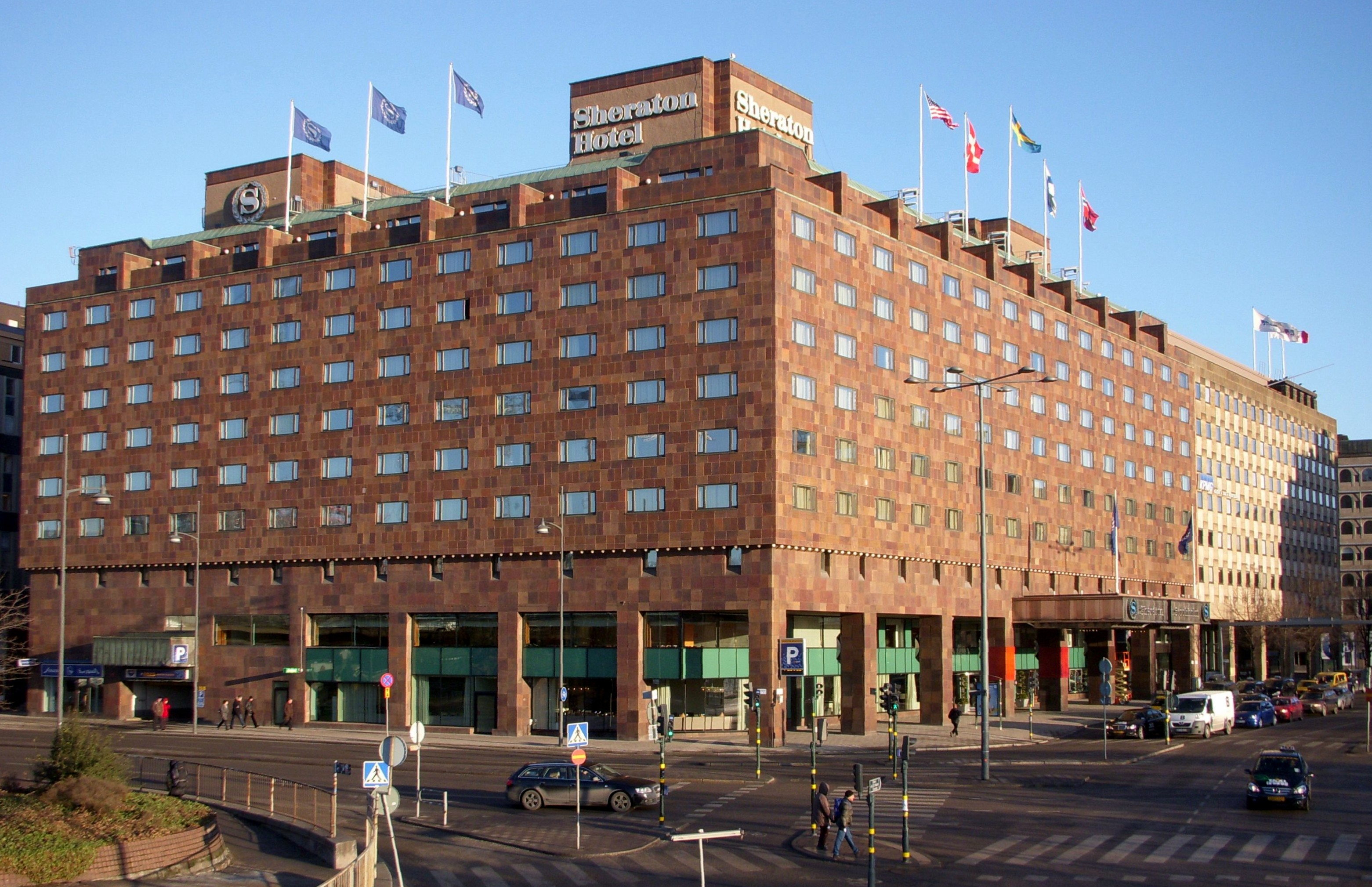
L'hôtel Sheraton.
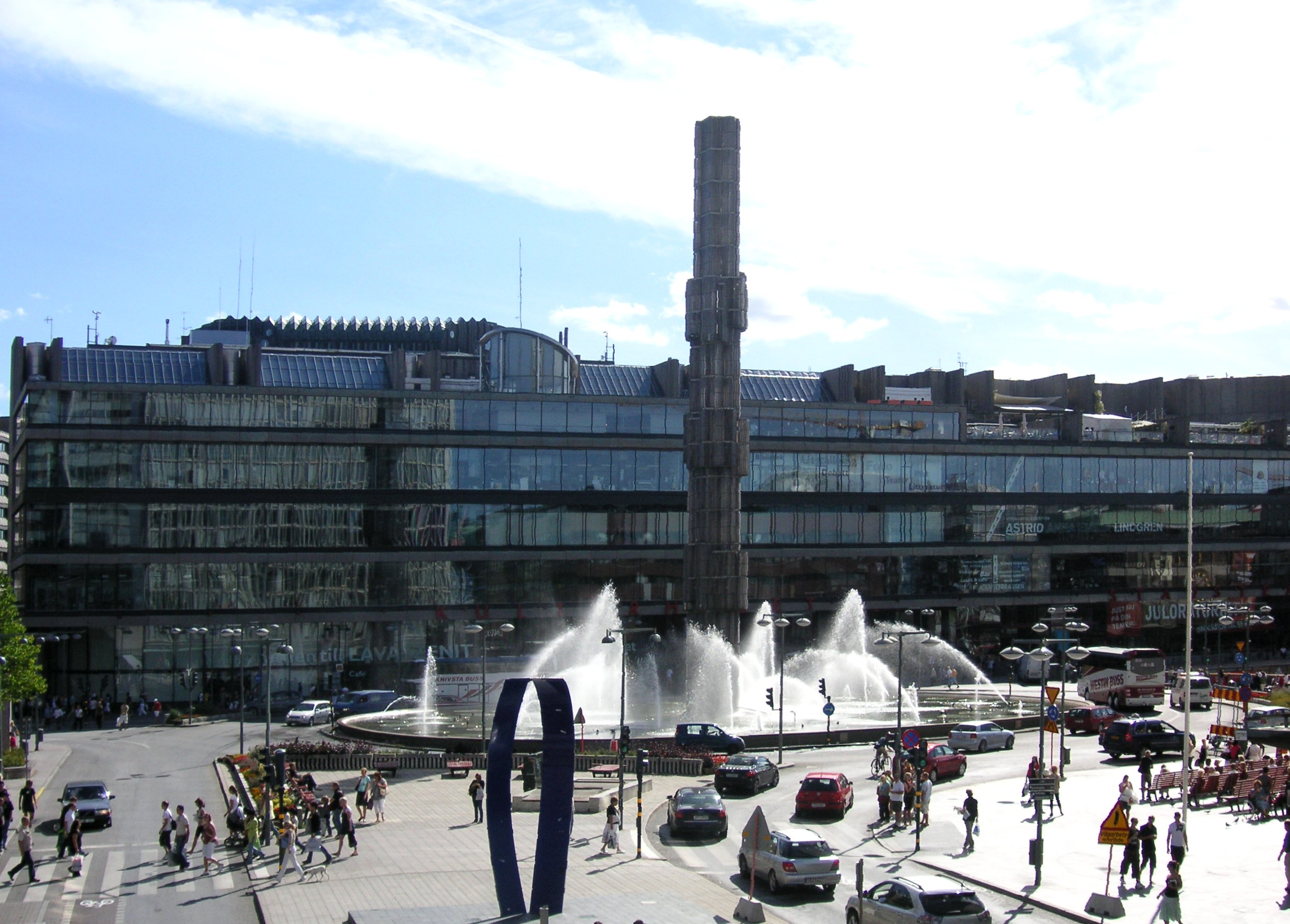
La maison de la culture.
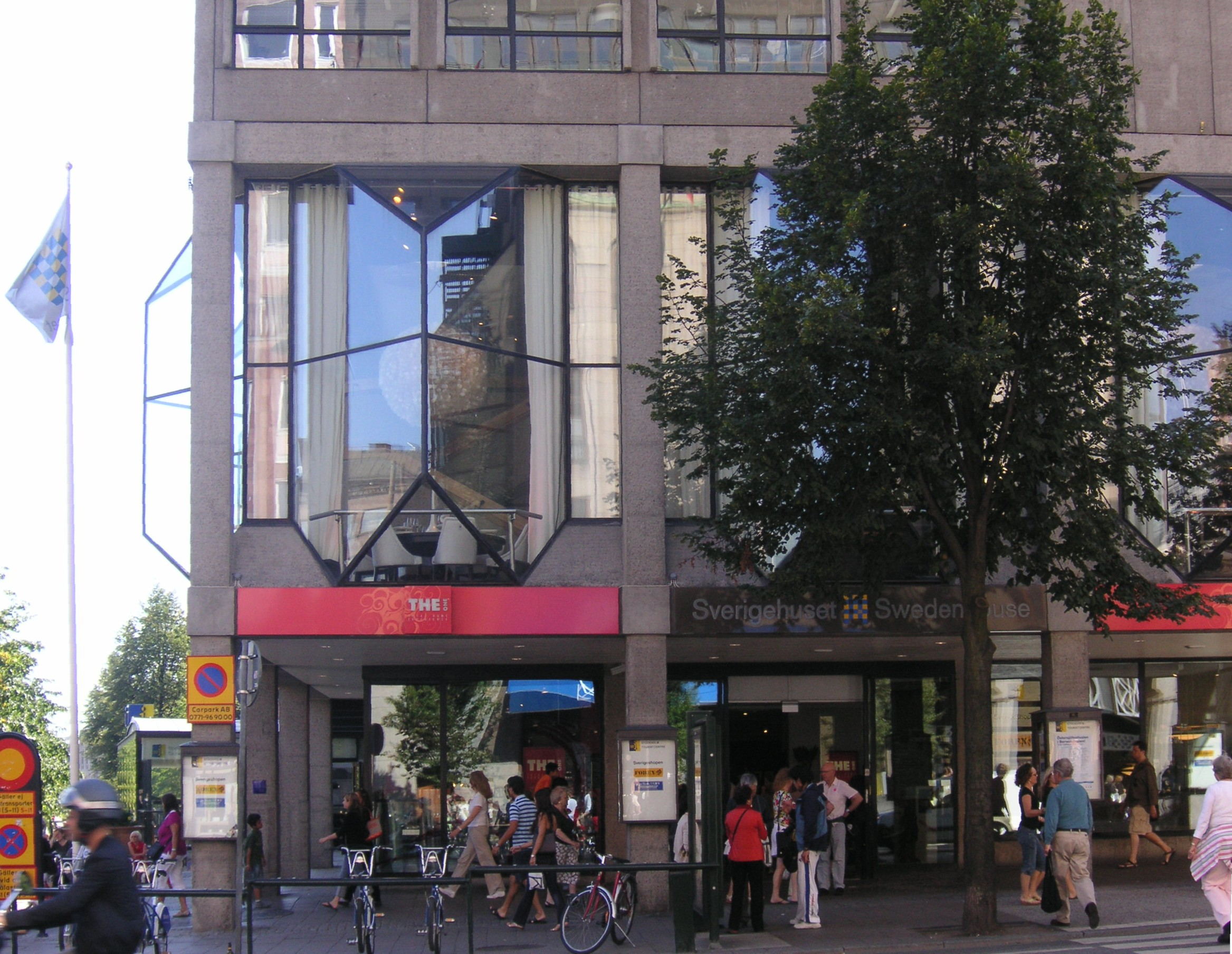
La maison de la Suède.
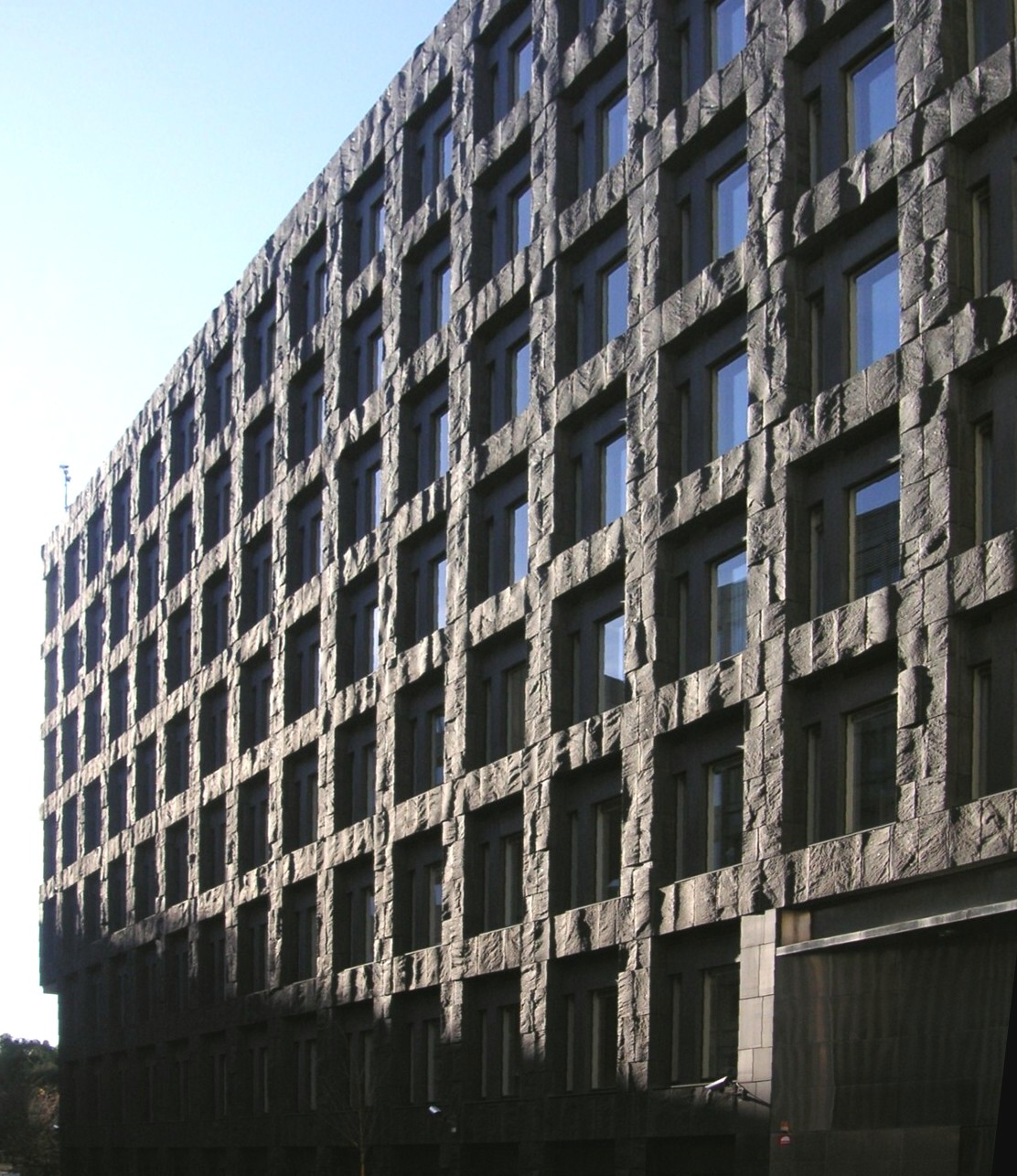
Le siège de la banque centrale.
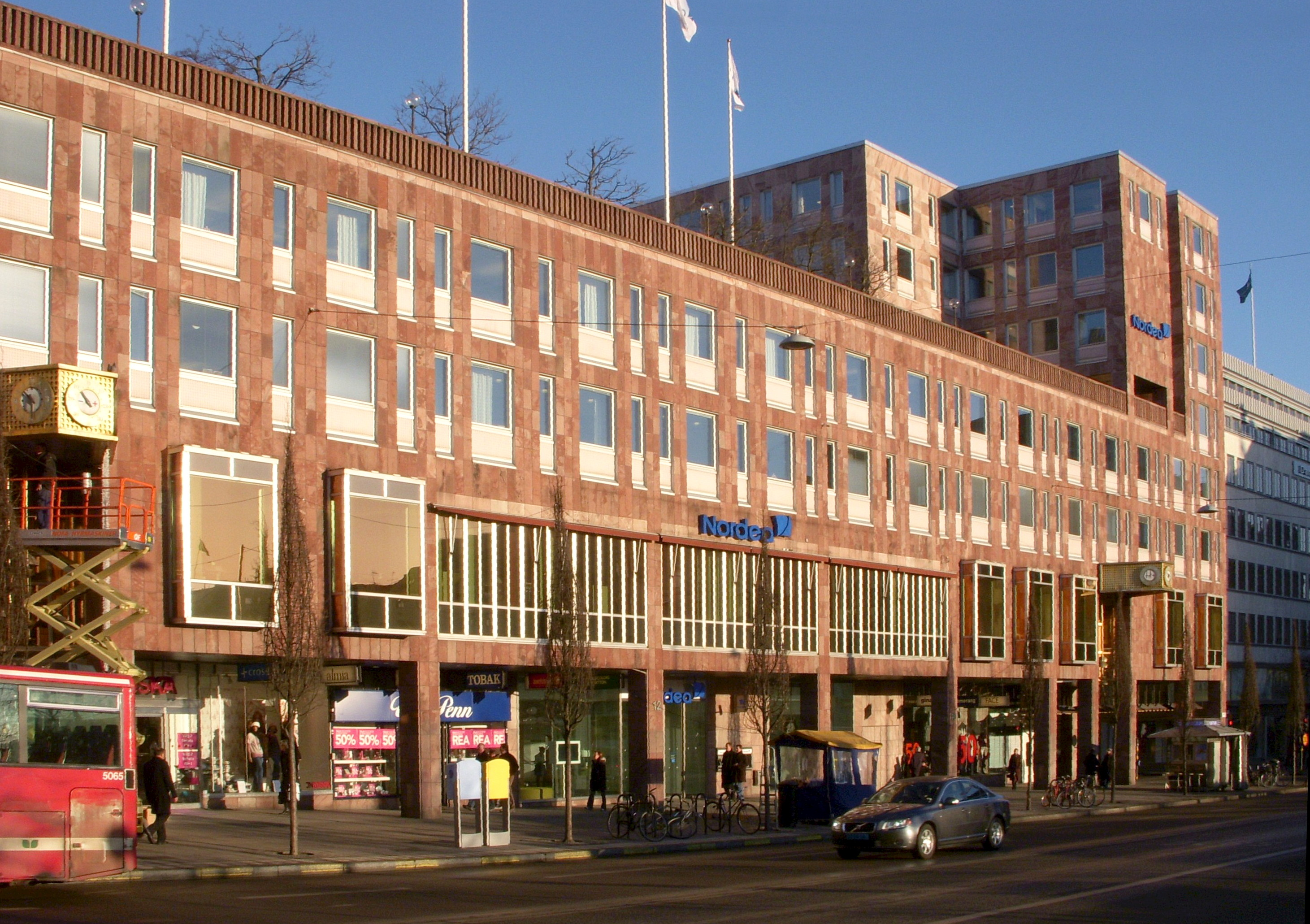
La Maison PK.
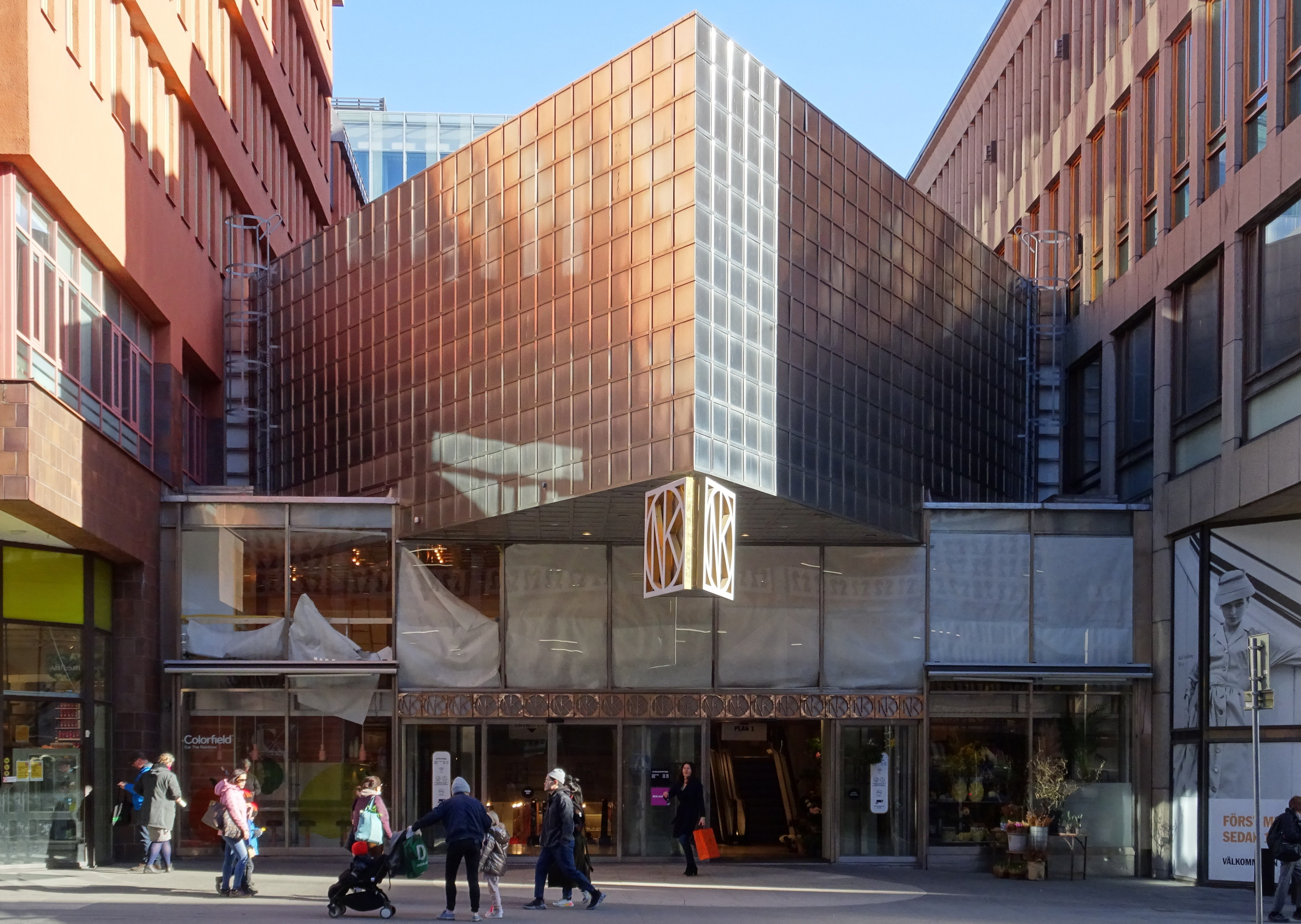
La nouvelle entrée du grand magasin NK.
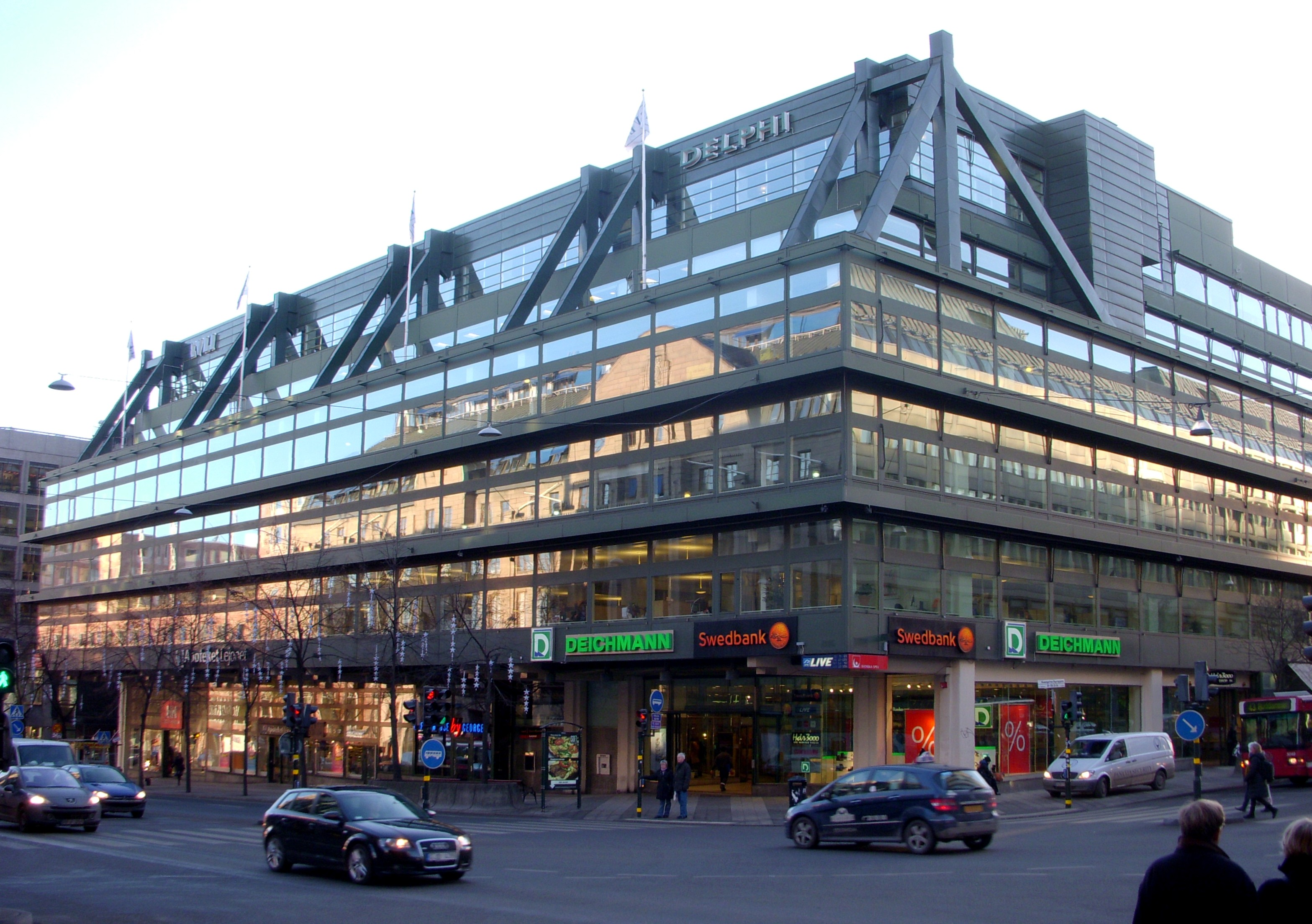
Le siège de la caisse d'épargne.
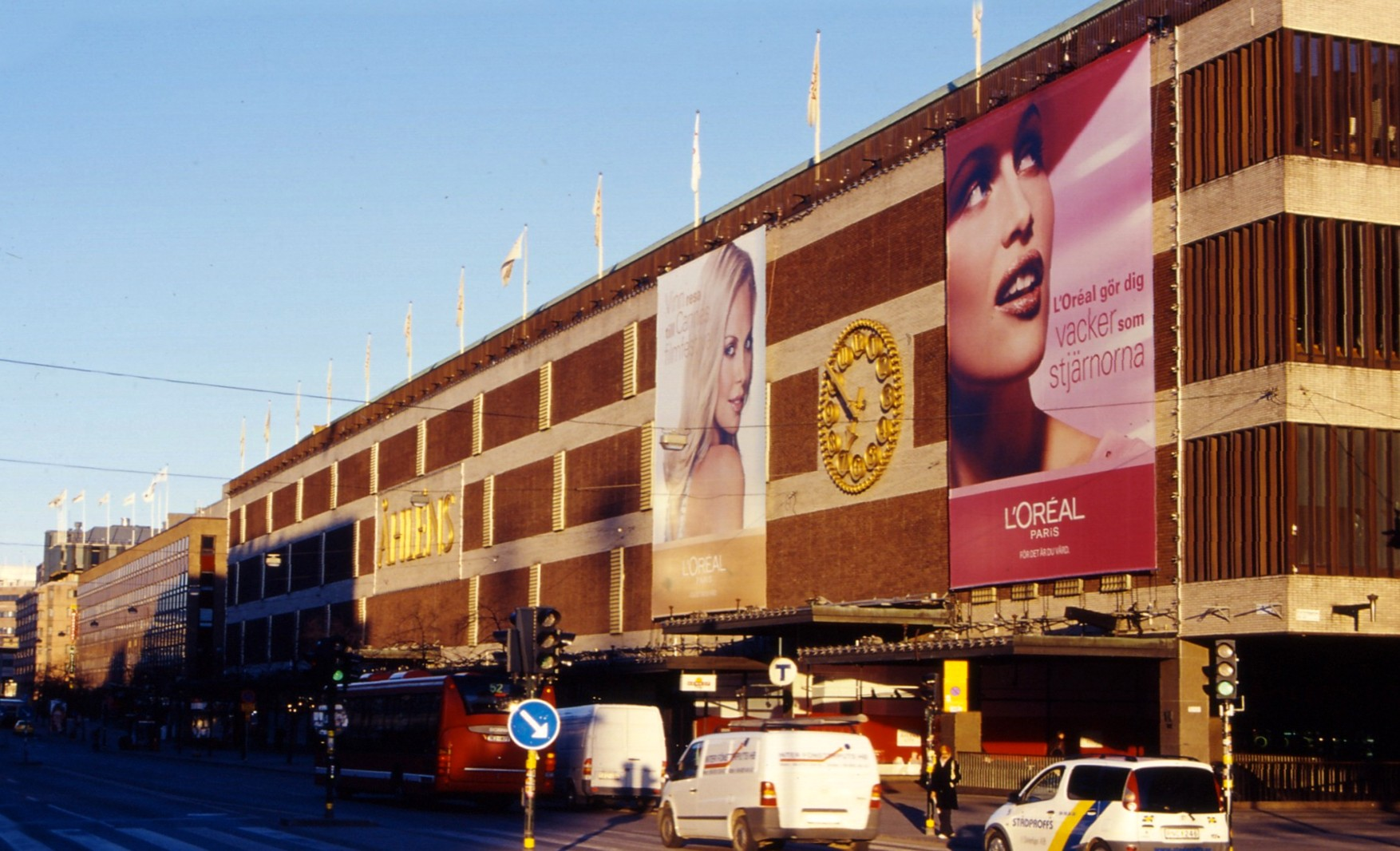
Le grand magasin Åhléns City.

### Autres ressources
- (en) Thomas J. Anton. Incrementalism in Utopia: The Political Integration of Metropolitan Stockholm. Urban Affairs Review, 1969. p. 59-82.
- (en) Thomas J. Anton. Governing Greater Stockholm: A Study of Policy Development and System Change. University of California Press, 1975  (ISBN 0-520-02718-3).
- (sv) Aubrey Diem (1965). An Alternative to Unplanned Urban Growth: The Case of Stockholm. Le Géographe canadien, Volume 9 Issue 4, 1965. p. 193-204.
- (sv) Anders Gullberg. City – drömmen om ett nytt hjärta. Moderniseringen av det centrala Stockholm 1951–1979. Stockholmia förlag, 2001  (ISBN 91-7031-078-5).
- (sv) Marianne Råberg. Värt att bevara? dans Anders Gullberg, Sven Lilja. Makten i stadshuset: Stockholms lokalpolitik under 1900-talet. Stockholmia förlag, 2008  (ISBN 978-91-7031-195-6)
- (sv) Yngve Larsson. Mitt liv i Stadshuset – Andra delen: I tjänst hos denna stolta stad (1920–1954). Stockholms kommunalförvaltning, 1977  (ISBN 91-85676-00-4).
- (sv) Sven Markelius, David Helldén. Stadsplanekontorets tjänsteutlåtande angående ny stadsplan för nedre Norrmalm avgivet den 31 maj 1946. Stockholms stadskollegium, 1947.
- (sv) Göran Sidenbladh. Norrmalm förnyat 1951–1981. Stockholmia förlag, 1985  (ISBN 91-38-90709-7).